# Elecciones generales de España de 2008
El domingo 9 de marzo de 2008 se celebraron elecciones generales en España. Fueron las décimas elecciones generales desde la Transición, y sirvieron para renovar los 350 escaños del Congreso de los Diputados y 208 del Senado. Las elecciones se anticiparon cinco semanas, ya que originalmente estaban previstas para el 13 de abril. El presidente del Gobierno, José Luis Rodríguez Zapatero, siguió el ya criterio tradicional de su antecesor de anticipar las elecciones para evitar su solapamiento con la Semana Santa.
Estas elecciones dieron paso a la IX Legislatura. Ese mismo día también se celebraron elecciones autonómicas en la comunidad autónoma de Andalucía.
En total, concurrieron a los comicios 92 partidos políticos, sumando un total de 1130 candidaturas al Congreso y 1235 al Senado, un 30 por ciento más de las listas que se registraron para las elecciones generales españolas de 2004. Las Juntas Electorales rechazaron un total de 40 candidaturas, entre las que destacan las listas de Acción Nacionalista Vasca y las de la coalición Centro Democrático y Social-Unión Centrista Liberal, las dos únicas formaciones a las que se han anulado todas sus candidaturas.
Los resultados de las elecciones generales dieron como vencedor al Partido Socialista Obrero Español (PSOE) que obtuvo 169 escaños al Congreso de los Diputados (5 más que en 2004) y un 43,87 % de votos frente al Partido Popular (PP) que obtuvo 154 diputados (6 más que en 2004) y un 39,9 4% de votos. Convergencia i Unió (CiU) logró los mismos diputados que en 2004, 10 en total. Izquierda Unida (IU) quedó en sexto lugar en número de escaños —a pesar de ser el tercer partido más votado— y perdió el grupo propio en el Congreso de los Diputados al conseguir solamente 2 escaños lo que lo obligó a pactar con Esquerra Republicana de Catalunya para formar un grupo parlamentario conjunto. Por otra parte el Partido Nacionalista Vasco (PNV) pierde un escaño, pasando de 7 a 6 diputados, al igual que Coalición Canaria (CC), que pasa de 3 a 2 diputados. El Bloque Nacionalista Galego (BNG) y Nafarroa Bai (Na-Bai) mantuvieron sus escaños, mientras que Esquerra Republicana de Catalunya (ERC) perdió 5 diputados. Unión Progreso y Democracia (UPyD) consiguió un diputado en Madrid, por lo que Rosa Díez entró en el Congreso. Asimismo Eusko Alkartasuna (EA), Chunta Aragonesista (CHA) y Nueva Canarias (NC) perdieron su representación parlamentaria. Respecto a 2004, el PSOE pierde la mayoría en Almería y Ciudad Real, el PP en Asturias, Las Palmas y Baleares, y el PNV en Vizcaya y Guipúzcoa.
Aunque estas no fueron las elecciones más reñidas de la democracia española (un honor que corresponde a las de 1996), sí fueron las que propiciaron una mayor igualdad entre fuerzas de izquierda y de derecha en el Congreso, con una pequeña diferencia (177-173) para las izquierdas. Además de que fueron el apogeo del bipartidismo, sumando las dos fuerzas principales y las minoritarias hundiéndose. La exigua mayoría izquierdista permitió la continuidad de Zapatero durante toda la legislatura, al ser imposible por tanto una moción de censura exitosa contra él por parte de las derechas. Esta fue una posibilidad planteada por la oposición minoritaria y la prensa ante las dificultades del PSOE para gobernar en minoría, requiriendo pactos esporádicos con las fuerzas minoritarias para mantenerse en el poder, sin embargo, nunca fue realizada por el PP. La legislatura finalizó en septiembre de 2011 tras anunciar Zapatero, en julio de ese año, que no iba a presentar presupuestos para el próximo año ante la imposibilidad de aprobarlos.
En el Senado el PSOE obtuvo 89 puestos, ocho más que en 2004, mientras que el Partido Popular perdió uno para quedarse en 101. La Entesa Catalana de Progrés, que agrupa a PSC, ERC, ICV y EUiA obtuvo 12 senadores.

## Precampaña electoral

### Partidos políticos y coaliciones

#### Partido Socialista Obrero Español (PSOE)

##### Candidato

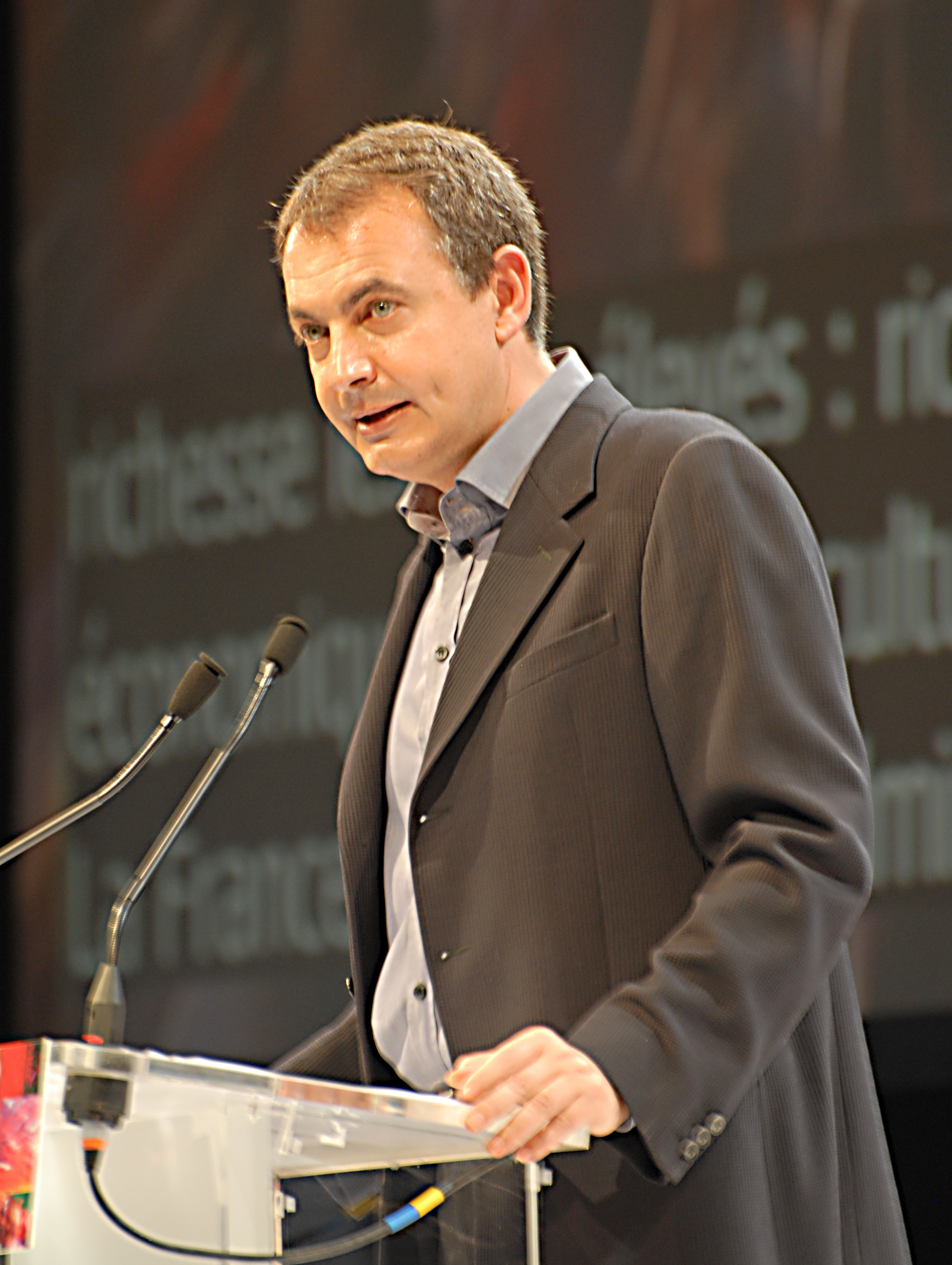
José Luis Rodríguez Zapatero en Toulouse (2007).

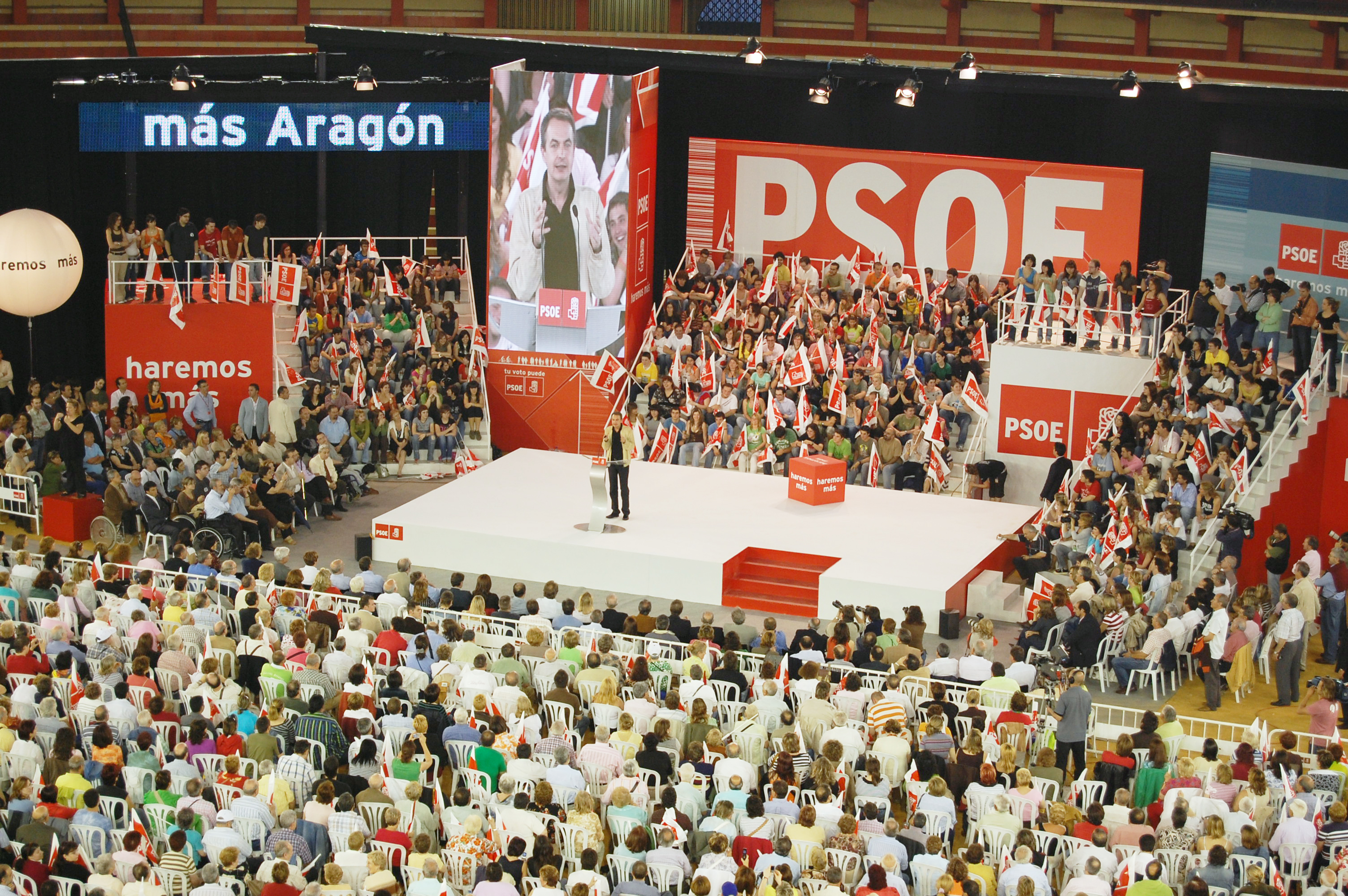
Monólogo de Zapatero en Aragón (2007).

El PSOE afrontó las elecciones de 2008 liderado por José Luis Rodríguez Zapatero, que fue proclamado como candidato a la presidencia del Gobierno el 25 de noviembre de 2007. Ningún otro miembro del partido anunció su intención de presentarse como candidato, hecho habitual cuando un presidente del Gobierno quiere presentarse a una reelección.

##### Otros líderes del PSOE
La vicepresidenta primera del Gobierno, María Teresa Fernández de la Vega, anunció el 20 de octubre de 2007 en un acto público en el Palacio de Congresos de Valencia que se presentaría como cabeza de lista por la circunscripción de Valencia. Este anuncio se produjo dos días después de la dimisión del líder de los socialistas valencianos, Joan Ignasi Pla, tras conocerse su supuesta implicación en un trato de favor financiero.
El vicepresidente segundo del Gobierno, Pedro Solbes, que ya había rebasado la edad de jubilación, mostraba dudas sobre si continuaría como ministro del Gobierno en el caso de que el PSOE volviera a ganar las elecciones. En unas declaraciones a RNE hechas a mediados de octubre de 2007, Solbes confirmó que Zapatero le había ofrecido seguir como ministro de Economía y que aún no había tomado una decisión definitiva al respecto. El 16 de noviembre, el vicepresidente informó de manera privada a Zapatero que estaría dispuesto a seguir en el Gobierno, al menos, hasta la mitad de la legislatura. Sin embargo, diez días después, Solbes aseguró públicamente que su compromiso se extendería a toda la legislatura.
El presidente del Congreso, Manuel Marín, anunció el 15 de noviembre de 2007 que dejaría la política al final de la legislatura para dedicarse a la lucha contra el cambio climático en las universidades. Meses antes se había filtrado una noticia poco favorable para él: Zapatero había propuesto al ex ministro de Defensa, José Bono, que volviera a la política como cabeza de lista por la circunscripción de Toledo, con el fin de ocupar la presidencia de la Cámara Baja en sustitución de Marín, en caso de que el PSOE ganara los comicios.

##### Programa electoral
El coordinador del programa electoral del PSOE fue el ministro de Trabajo, Jesús Caldera. El partido inició su precampaña el 18 de octubre de 2007, y utilizó la frase "Con Z de Zapatero" como lema electoral. La presentación de esta precampaña se realizó con un vídeo en el que José Luis Rodríguez Zapatero bromeaba desenfadado sobre su forma de hablar (sustitución de la "d" a final de palabra por la "z") e invitaba a los españoles a conocer los logros de su Gobierno durante la legislatura.
Para la elaboración del programa electoral, el PSOE contó con el asesoramiento de un panel de intelectuales formado por 14 personas: el Nobel de Economía Joseph Stiglitz; la Nobel de la Paz Wangari Maathai; los expertos en economía Nicholas Stern, Jeremy Rifkin, André Sapir, Torben Iversen y Maria João Rodrigues; los expertos en ciencias políticas Philip Pettit, Wolfgang Merkel y Guillermo O'Donnell; e intelectuales en otros ámbitos, como la socióloga Marie Duru-Bellat, el filósofo George Lakoff, la escritora Barbara Probst Solomon y la activista Helen Caldicott.
El 4 de diciembre, Zapatero prometió suprimir el impuesto de patrimonio, porque "recae sobre las clases medias" pero "no sobre las más altas" que "encuentran fáciles mecanismos de elusión", y aseguró que compensaría a las comunidades autónomas por el dinero que dejarían de recaudar. Este anuncio contrastó con la posición mantenida meses antes por el ministro de economía Pedro Solbes con respecto a una medida similar adoptada por la presidenta de la Comunidad de Madrid, que fue calificada de "sorpresiva", "no progresista" y "sin debate". Por otro lado, el sindicato Comisiones Obreras (CCOO) consideró el anuncio como una "pésima noticia", ya que, en su opinión, la medida parecía una renuncia a la lucha contra el fraude.
El 20 de diciembre, Zapatero anuncia que si revalida su mandato subirá hasta 850 euros las pensiones de personas con cónyuge a su cargo y hasta los 700 euros para las personas viudas. Al día siguiente, promete la elevación del salario mínimo hasta los 600 euros para 2008 y hasta los 800 euros para el final de la legislatura.
El 26 de enero el PSOE celebró una conferencia para la aprobación de enmiendas al programa electoral presentadas por sus miembros. Entre las que fueron aprobadas destaca la presentada a iniciativa de Rodríguez Ibarra para que el gobierno no negociara con ETA sin el apoyo de la oposición. Ibarra aceptó una nueva redacción del texto de Patxi López, la enmienda quedó del siguiente modo: "Sabiendo que, tras la ruptura del alto el fuego, no hay ninguna expectativa de diálogo, desde el Gobierno de la Nación, el PSOE se compromete a poner todos los instrumentos a su alcance y a desarrollar el máximo esfuerzo para conseguir acabar con ETA, buscando para ello la máxima coordinación con el primer partido de la oposición y el resto de fuerzas políticas democráticas". También fueron aceptadas otras enmiendas presentadas por varias mujeres del partido, entre ellas, la posibilidad de una revisión de la ley del aborto que garantice igual acceso a esta prestación y seguridad jurídica a médicos y pacientes. También se aprobó la gratuidad de la píldora del día después y la expulsión del país de cualquier extranjero con sentencia firme por violencia de género por un plazo de diez años.
Al día siguiente, Zapatero promete una devolución de 400 euros a cada contribuyente que haya realizado la declaración de la Renta que se haría efectiva en junio.

#### Partido Popular (PP)

##### Candidato

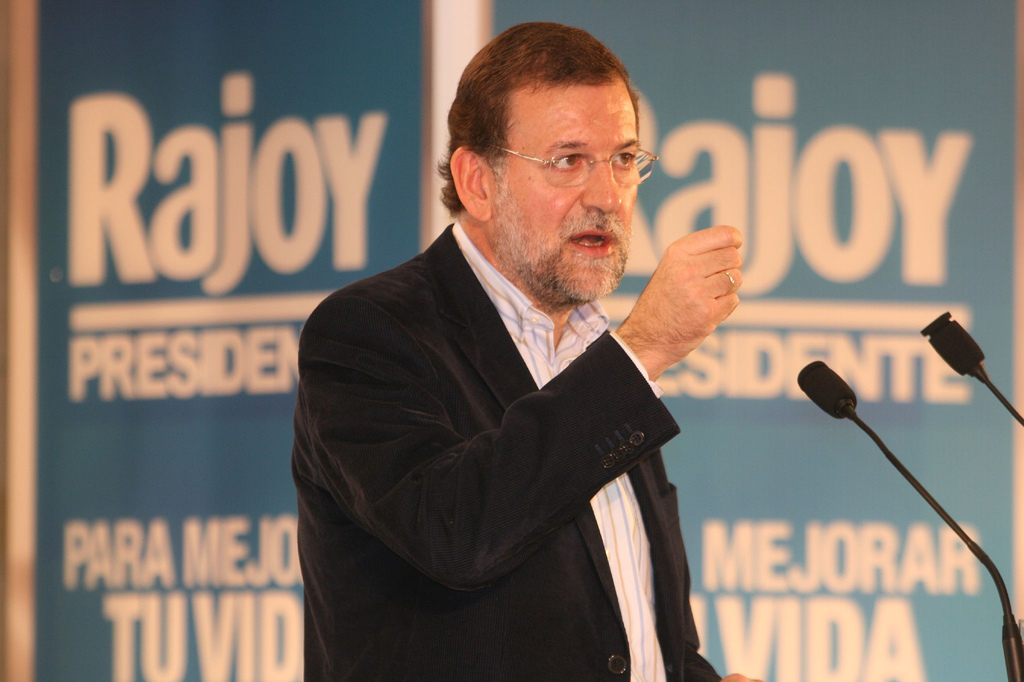
Rajoy en 2007.

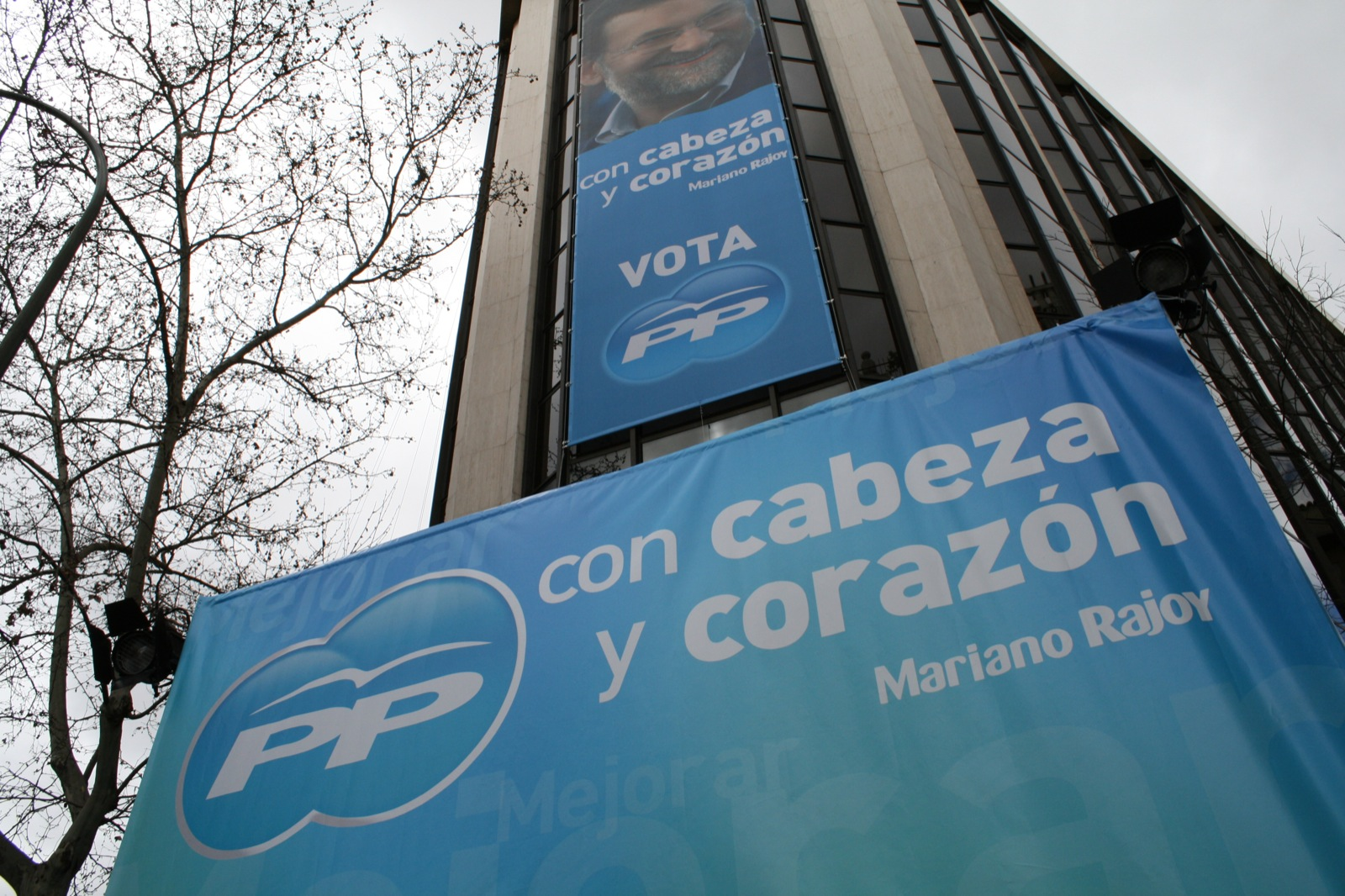
Sede del Partido Popular en Madrid durante las generales españolas de 2008.

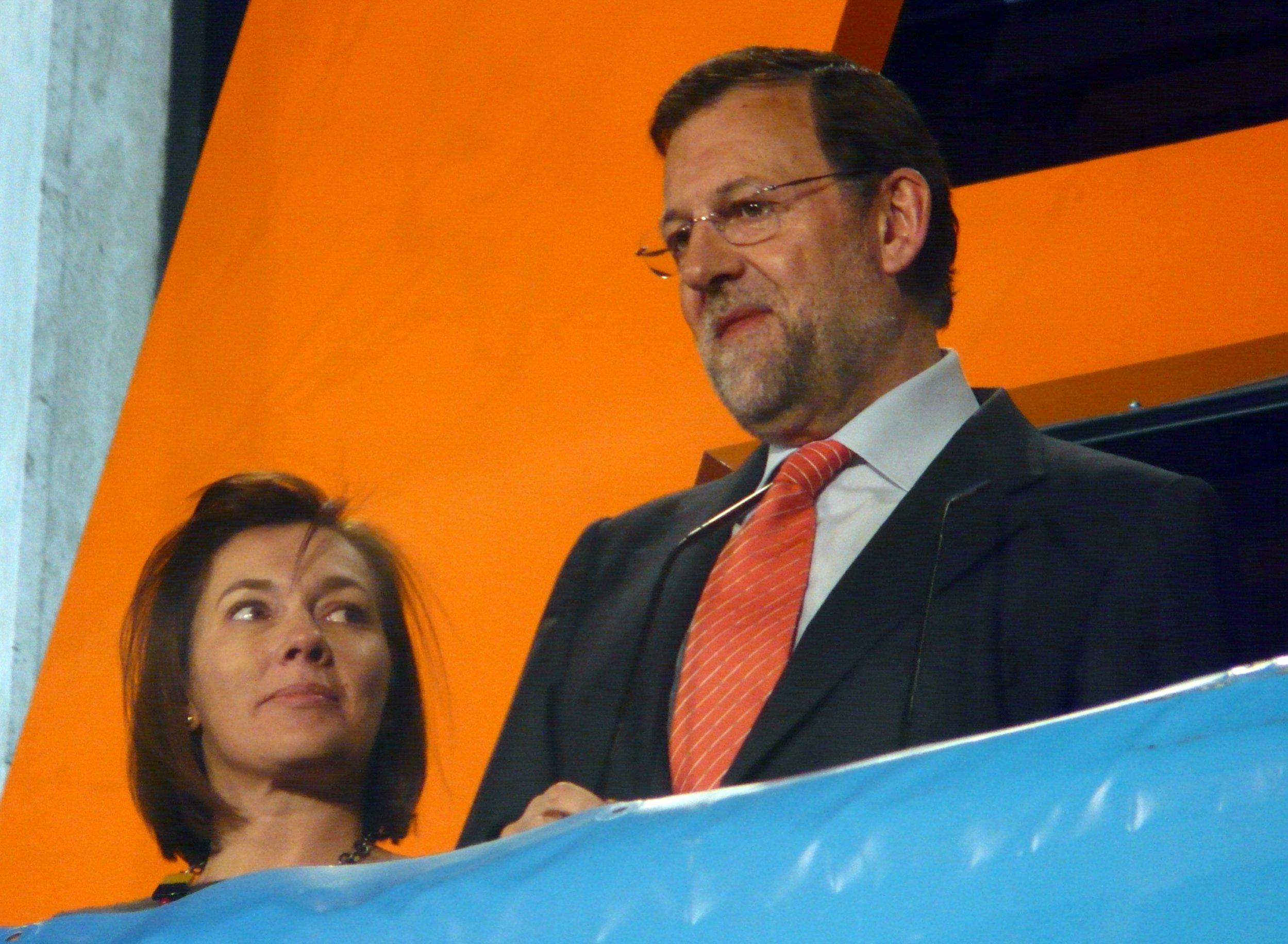
Mariano Rajoy y su mujer, Elvira Fernández, en la terraza de la sede del PP en la calle Génova de Madrid la noche del 9 de marzo de 2008.

Mariano Rajoy, que lideró el PP durante toda la legislatura, fue designado candidato oficial a las elecciones en una junta directiva que su partido llevó a cabo el 10 de septiembre de 2007. La proclamación de su candidatura tuvo lugar el 27 de octubre en Valencia, en un acto multitudinario en el que se vio arropado por muchos miembros relevantes de su formación. Ningún otro miembro del PP anunció su intención de presentarse como candidato.
El hecho de que Rajoy apareciera en las encuestas como un líder poco valorado por los votantes de su partido (por debajo de Rodrigo Rato, Jaime Mayor Oreja, Esperanza Aguirre, José María Aznar y Alberto Ruiz-Gallardón, según un sondeo de Sigma Dos para el diario El Mundo hecho en septiembre de 2007) y por todo el electorado en general (el barómetro del CIS de octubre de 2007 le daba una nota de 3,75 puntos sobre 10, por debajo de José Luis Rodríguez Zapatero, Gaspar Llamazares, Josep Antoni Duran i Lleida y Josu Jon Imaz), fue considerado por el PSOE y algunos analistas políticos como un síntoma de falta de liderazgo político.

##### Otros líderes del PP
El alcalde de Madrid, Alberto Ruiz-Gallardón, manifestó en repetidas ocasiones durante el verano de 2007 su interés por ir en las listas del PP para conseguir un escaño en el Congreso de los Diputados, pero, finalmente, Ruiz-Gallardón, no fue elegido por Mariano Rajoy para figurar en las mismas. El alcalde de Madrid, en un primer momento, mostró su desencanto afirmando que podría dejar la política, declaración que matizó días más tarde.
El abogado y empresario turolense Manuel Pizarro fue designado número dos por la lista del PP de Madrid para concurrir a las elecciones en enero de 2008. Su designación fue una sorpresa inesperada y se interpreta como la elección por parte de Rajoy de una figura de hondo calado contra las políticas del actual vicepresidente económico Pedro Solbes, afianzada tras su comportamiento en la OPA sobre Endesa.
La socióloga madrileña y exprofesora de la UNED Ana Mato figuró como número 3 en la circunscripción de Madrid.

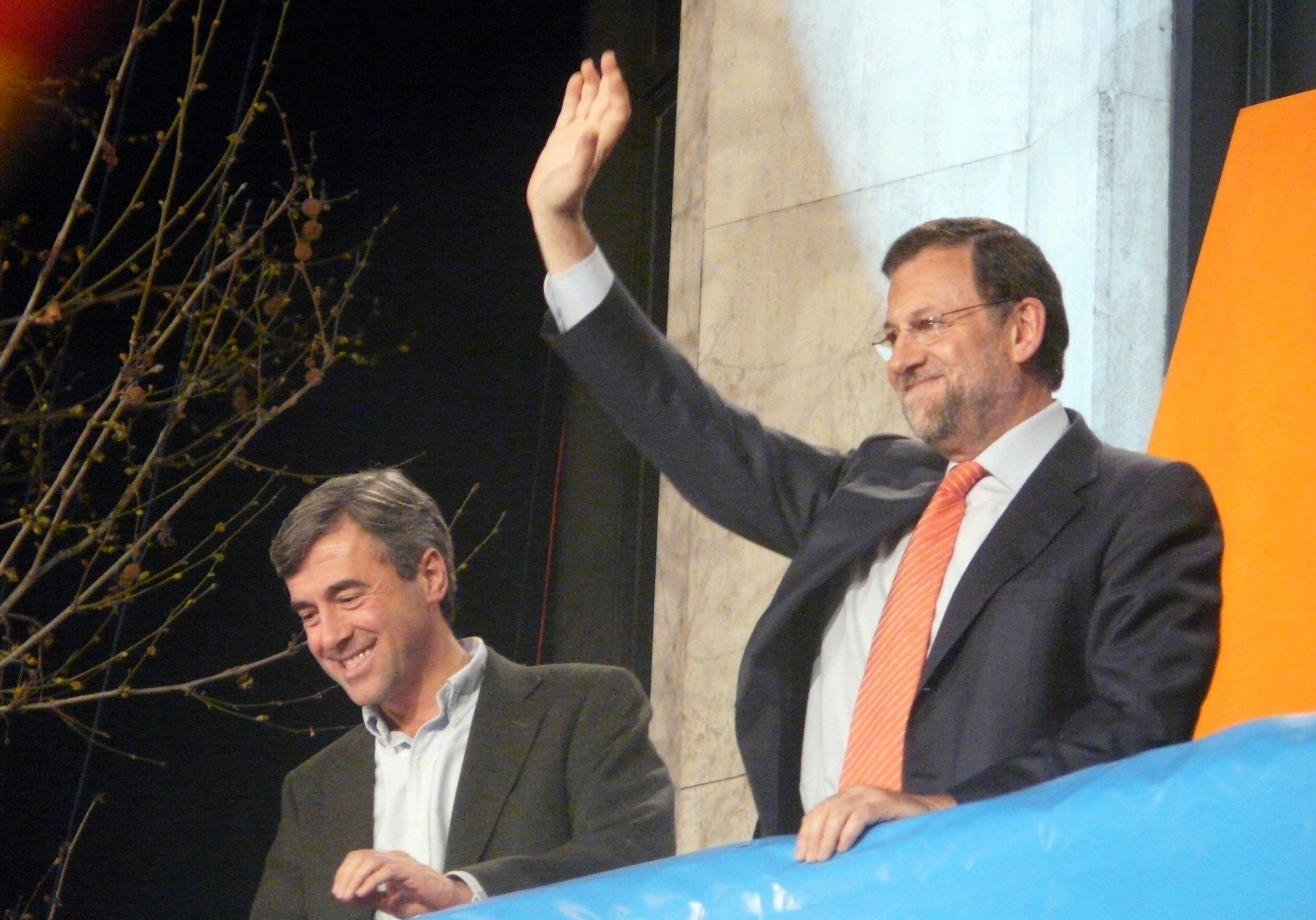
Mariano Rajoy y Angel Acebes en el balcón de la sede del Partido Popular en la calle Génova 13

##### Programa electoral
El coordinador del programa electoral del PP fue el ex ministro de Ciencia y Tecnología, Juan Costa. El acto central de inicio de precampaña tuvo lugar durante el tercer fin de semana de noviembre de 2007, con la celebración de una conferencia política en la que el PP expuso las líneas generales de su programa electoral. El hecho de que este acto fuera una conferencia y no una convención (de haberlo sido tendría que haberse inaugurado por los presidentes de honor del partido, Manuel Fraga y José María Aznar) fue interpretado por algunos medios de comunicación como una estrategia para no restar protagonismo al candidato. En el discurso de clausura, Mariano Rajoy prometió, entre otras medidas, eximir del pago del IRPF a trabajadores y pensionistas con ingresos inferiores a los 16 000 euros anuales (frente los 9000 euros del momento) en caso de ganar las elecciones. Rajoy estimó que siete millones de personas podrían beneficiarse de esa propuesta. Por su parte, el Gobierno cifró el dinero que el Estado dejaría de ingresar en 25 000 millones de euros, algo inasumible según el Ministerio de Economía y Hacienda.
Rajoy realizó otra propuesta en materia económica el 12 de diciembre, al asegurar que a partir de 2009 aumentaría en 150 euros las pensiones mínimas de viudedad y jubilación a los mayores de 65 años, que pasarían de cobrar 493 euros a más de 650 euros al mes. Así mismo Rajoy ha prometido en reiteradas ocasiones su determinación en eliminar el controvertido Canon digital en favor de "formas más proporcionadas y justas" para remunerar a los autores que no "considere a las personas como sospechosos de hacer cosas que no permite la ley".
El 27 de enero, Rajoy promete crear en la próxima legislatura un total de 2,2 millones de puestos de trabajo y elevar la tasa de actividad femenina al 68 % para el 2011. Adicionalmente anunció la creación de 400 000 plazas de guarderías para "hacer posible la conciliación familiar y laboral".
Así mismo a principios del mes de febrero, Rajoy anunció la intención de, si llegaba al gobierno, crear un "contrato para los emigrantes" extracomunitarios que decidieran residir en España (similar al modelo francés adoptado por Sarkozy y otros países europeos) por el que se comprometen a respetar las leyes, aprender castellano y las costumbres españolas. Dando ideas vagas de lo que debe entenderse por "costumbres", como la prohibición de la mutilación genital en las mujeres, la poligamia, y el respeto a las leyes en general. Actuaciones y penadas previamente en el código penal español en el momento de la propuesta.
Por otro lado, también se ha anunciado por parte del PP la intención de esperar a la sentencia del Tribunal Constitucional sobre el matrimonio igualitario antes de tomar una decisión sobre si modificar la Ley de Reforma del Código Civil en materia de matrimonio para cambiar la denominación matrimonio (que quedaría reservada sólo para uniones entre personas de distinto sexo), a la vez que ha anunciado que si llegara a gobernar eliminaría el derecho de los matrimonios homosexuales a adoptar.
En materia de salud, Rajoy prometió, como ya hizo Esperanza Aguirre en las elecciones a la Asamblea de Madrid de 2003, la reducción de las listas de espera para las operaciones quirúrgicas a un máximo de treinta días, así como la gratuidad de los servicios de salud dental o la mejora de los servicios de urgencias hospitalarias, entre otras promesas electorales.

#### Izquierda Unida (IU)

##### Candidato

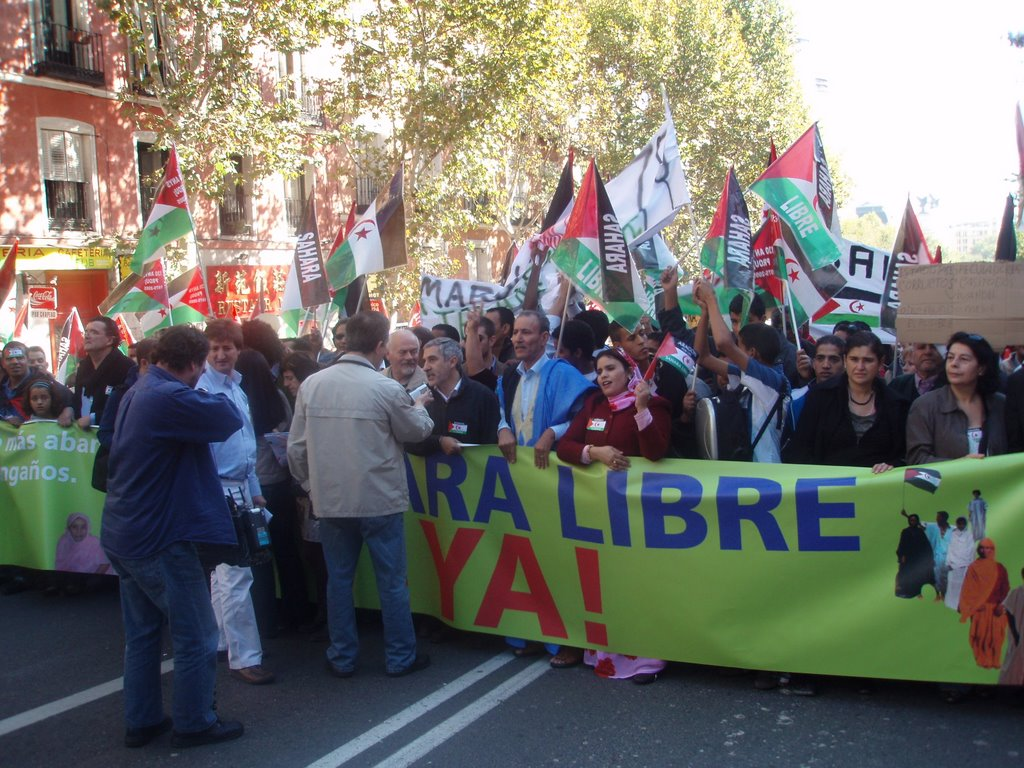
Protesta a favor de la independencia del Sahara Occidental.

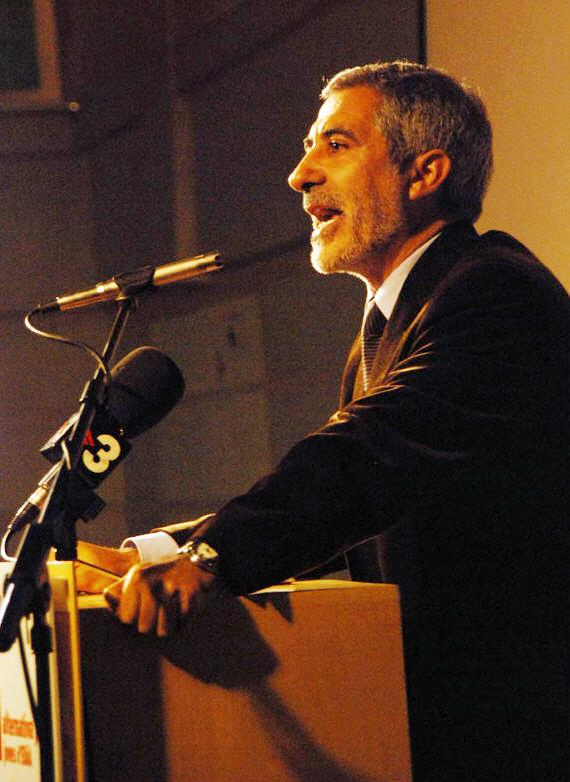
Gaspar Llamazares en 2007.

El coordinador general de IU, Gaspar Llamazares, fue proclamado candidato a la presidencia del Gobierno el 11 de noviembre de 2007, tras vencer en las elecciones primarias de su partido (no vinculantes) con el 62,5 % de los votos. La otra candidata, la secretaria del Partit Comunista del País Valencià, Marga Sanz, obtuvo el 37,5 %. El Consejo Político Federal de IU ratificó la candidatura de Llamazares el 1 de diciembre con 84 votos a favor y 2 abstenciones.

##### Programa electoral
IU mantenía una postura republicana, partidaria de la sostenibilidad ambiental para hacer frente al cambio climático, laica en lo que a la educación se refiere, y a favor de la contribución del 0,7 % del PIB para los países en subdesarrollo. IU se mostraba partidaria de avanzar hacia la «laicidad» del estado, fortalecer el estado del bienestar y realizar una profunda «renovación democrática», incluyendo un «Código ético» que sería de obligado cumplimiento para cargos públicos (electos y de responsabilidad) y que les obligase a utilizar los servicios públicos.
En lo que respecta al modelo de estado, Izquierda unida propuso, en caso de ganar las elecciones, la realización de un «referéndum sobre la Monarquía», de forma que se consultase a los españoles sobre la preferencia entre dos modelos de gobierno: monarquía o república. IU piensa que esta sería una manera efectiva para avanzar hacia el «Estado Federal Republicano», que, según la coalición, «es una buena fórmula para hacer frente a las demandas de democratización de la sociedad española». También propusieron una reforma del Senado y la posibilidad de que las administraciones locales y autonómicas tuviesen cabida en órganos como el Tribunal Constitucional, el Consejo General del Poder Judicial, el Tribunal de Cuentas, el Consejo de Seguridad Nuclear, la Agencia Tributaria o el Banco de España.
IU se mostraba favorable a pactos con el PSOE, al que consideraba un partido «en pleno giro hacia el centro político», argumentando que estos pactos entre ambas formaciones darían un giro hacia la izquierda. En ese sentido, IU ha aludido a la posibilidad de formar coalición de gobierno con el PSOE.
Recientemente IU ha anunciado que una de las medidas que pedirá al PSOE en caso de pactar será una reforma de la Ley Electoral para «recuperar el principio de proporcionalidad constitucional», ya que la ley actual favorece a los grandes partidos y debilita a los pequeños. Como ejemplo Gaspar Llamazares señaló que mientras PP o PSOE solo necesitan 60 000 votos para obtener un diputado en las cortes generales, IU necesita 240 000 votos, cuatro veces más. La crítica al bipartidismo es el eje central de estas propuestas; así con el cambio en la Ley Electoral se llegaría, según IU, a «un sistema democrático rico y pluralista, en contra de un sistema en el que dos fuerzas combatirían por el centro para impedir los cambios».
En política de empleo, IU propuso en su programa electoral la creación de una ley que redujese la jornada laboral a 35 horas de trabajo semanales, la subida del salario mínimo interprofesional hasta los 1100 euros (el 60 % del salario medio), que el modelo estándar de contratación sea en forma de contratos indefinidos, la puesta en marcha de un programa contra la precariedad laboral y aumentar las ayudas a las empresas dedicadas a la prevención de riesgos laborales.
Entre las medidas económicas, IU propuso subir el Impuesto de Sociedades para las grandes empresas del 30 % al 35 %, y crear un impuesto especial que pagarían las compañías con sede fiscal en España y que declarasen unos beneficios tres veces superior al IPC de diciembre, en torno al 15 %. Según cálculos de la coalición, esta medida supondría unos ingresos para el Estado de unos 5000 millones de euros, que serían empleados para la «convergencia social con la UE» y para sufragar un «cambio de modelo de desarrollo, más justo y más sostenible medioambientalmente». A estos 5000 millones habría que sumar, según el programa de IU, otros 6000 millones que se recaudarían aplicando un «decálogo de medidas contra el fraude fiscal de las grandes fortunas en España». Este plan fue presentado por Llamazares con el objetivo de «destinar en dos legislaturas 70.000 millones de euros en gasto social, muy necesarios para acercar a España a la media de la UE», ya que, según IU, «en España hay un fraude fiscal monumental y hay que dedicar todo ese dinero a la solidaridad».

#### Convergència i Unió (CiU)
El Consejo Nacional de Unió Democràtica de Catalunya (UDC) designó el 10 de noviembre de 2007 a Josep Antoni Duran i Lleida como candidato de CiU a las elecciones generales; el Comité Ejecutivo de la coalición le ratificó como candidato el 26 de noviembre; y el Consejo Nacional de CiU le proclamó candidato el 1 de diciembre con el 98,1 % de los votos a favor.
CiU ha exigido al PSOE que si desea su apoyo, este debe garantizar que en las próximas elecciones autonómicas catalanas gobernará la lista más votada, independientemente de que las alianzas entre otras formaciones obtengan más representantes (en referencia al tripartito PSC-ERC-IUV que gobierna actualmente Cataluña)[cita requerida] y también ha anunciado al PP que no pactará con ellos si mantienen los recursos de inconstitucionalidad del estatuto de autonomía de Cataluña.[cita requerida]

#### Unión Progreso y Democracia (UPyD)

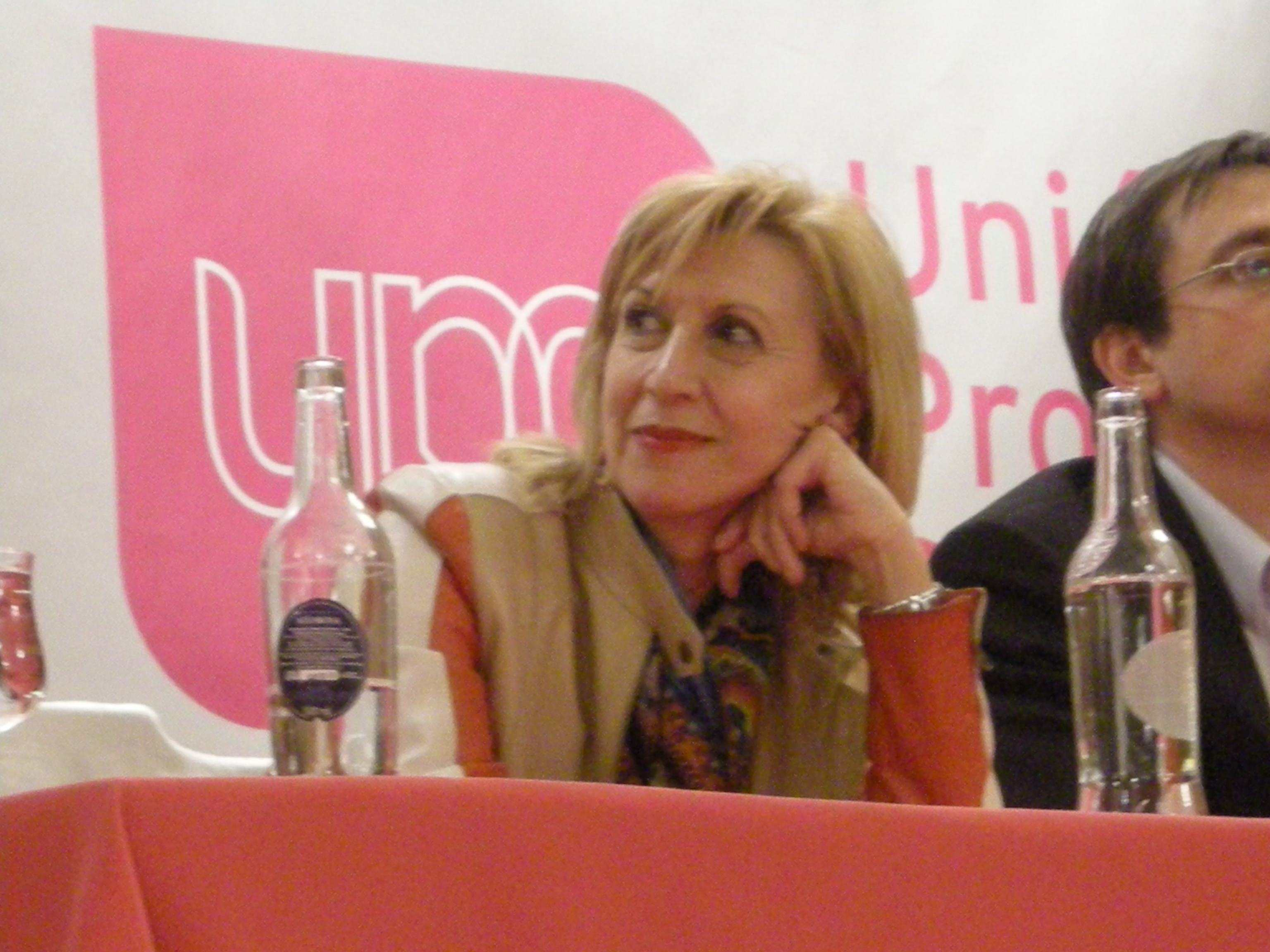
Mitin en Móstoles de Rosa Díez (UPYD).

Partido creado meses antes de las elecciones, en septiembre de 2007, liderado por Rosa Díez, que consiguió un escaño por la circunscripción de Madrid. Por número de votos se convirtió en 2008 en la quinta agrupación política de España.

#### Partido Nacionalista Vasco (PNV)
El cabeza de lista al Congreso por el PNV fue el vizcaíno Josu Erkoreka. Los principales objetivos del partido nacionalista eran mantener o superar los actuales 7 escaños, defender el derecho a decidir del País Vasco en Madrid y la licitación y adjudicación de las obras de todos los tramos del TAV en suelo vasco.

#### Esquerra Republicana de Catalunya (ERC)
El 7 de julio de 2007, el Consell Nacional de ERC designó a Joan Ridao como cabeza de lista de su partido en las elecciones al Congreso de los Diputados de 2008, por 149 votos a favor, 13 en blanco y ninguno en contra. Su candidatura, explicaron a posteriori, nació con la vocación de "ser fuerte y útil en Madrid", para lo cual aspiraba "como mínimo" a mantener el grupo parlamentario propio de ERC (5 diputados).
Fuera de las cuatro circunscripciones de Cataluña, ERC también se presentó dentro de la coalición Unitat per les Illes en las Islas Baleares y en las tres circunscripciones de la Comunidad Valenciana en solitario con el nombre de Esquerra Republicana del País Valencià-País Valencià Sí.

#### Nafarroa Bai (NaBai)
La cabeza de lista al Congreso por Nafarroa Bai, Uxue Barkos. Los principales objetivos del partido eran mantener mínimo el escaño obtenido en 2004 o superarlo, pero principalmente tener representación en las Cortes Españolas para llevar la voz de Navarra al Congreso. La labor de Barkos en el Congreso es muy activa, propone muchas mociones para Navarra y España y es una fuerza en donde el gobierno socialista tiene un apoyo. Su asistencia a la Cámara Baja es casi absoluta. Es una de las diputadas que más asiste a los plenos.

#### Otros partidos y coaliciones con representación en el Congreso
- Bloque Nacionalista Galego (BNG)
- Coalición Canaria (CC)

#### Partidos que perdieron representación en el Congreso
- Eusko Alkartasuna (EA)
- Chunta Aragonesista (CHA)
- Nueva Canarias (NC)

#### Resto de partidos
El listado completo de partidos políticos con candidatura en alguna circunscripción se encuentra en esta página.

#### Tabla de candidatos
|                                      | Partido o coalición | Candidato                                                                        | Observaciones |
| ------------------------------------ | --- | -------------------------------------------------------------------------------- | --- |
| Formaciones de implantación nacional | Partido Socialista Obrero Español (PSOE), concurre a las elecciones bajo esta denominación excepto en las comunidades autónomas donde es sustituida por las siguientes: - Partit dels Socialistes de Catalunya (PSC-PSOE), partido de Cataluña asociado al PSOE a nivel nacional - Partido dos Socialistas de Galicia (PSdeG-PSOE), federación del PSOE en Galicia - Partido Socialista de Euskadi-Euskadiko Ezkerra (PSE-EE), federación del PSOE en el País Vasco | José Luis Rodríguez Zapatero (candidato por la circunscripción de Madrid)        | |
| Formaciones de implantación nacional | Partido Popular (PP), concurre a las elecciones bajo esta denominación excepto en Navarra, donde es sustituida por la siguiente: - Unión del Pueblo Navarro (UPN-PP), partido de Navarra asociado al PP a nivel nacional | Mariano Rajoy Brey (candidato por la circunscripción de Madrid)                  | |
| Formaciones de implantación nacional | Izquierda Unida (IU), concurre a las elecciones bajo esta denominación excepto en las comunidades autónomas donde es sustituida por las siguientes: (consiguieron representación parlamentaria) - Iniciativa per Catalunya Verds-Esquerra Unida i Alternativa (ICV-EUiA), coalición electoral en Cataluña entre Iniciativa per Catalunya Verds y Esquerra Unida i Alternativa (partido asociado a IU a nivel nacional) (no consiguieron representación parlamentaria) - Esquerra Unida i Republicana: Esquerra Unida del País Valencià-Izquierda Republicana (EUPV-IR), coalición electoral en la Comunidad Valenciana entre la federación de IU en esta comunidad e Izquierda Republicana - Izquierda Unida Los Verdes-Convocatoria por Andalucía (IULV-CA), federación de IU en Andalucía - Izquierda Unida-Bloque por Asturies-Los Verdes (IU-BA-LV), coalición electoral en Asturias entre IU, el Bloque por Asturies y Los Verdes d'Asturies - Esquerda Unida-Izquierda Unida-Alternativa (EU-IU), federación de IU en Galicia - Izquierda Unida de Navarra-Nafarroako Ezker Batua (IUN-NEB), federación de IU en Navarra - Ezker Batua Berdeak (EB Berdeak), partido del País Vasco asociado a IU a nivel nacional | Gaspar Llamazares Trigo (candidato por la circunscripción de Madrid)             | - Esquerra Unida del País Valencià e Izquierda Republicana también se habían presentado conjuntamente a las elecciones de 2004, integradas entonces en la coalición denominada Entesa junto a Els Verds Esquerra Ecologista del País Valencià (partido que ahora se presenta en coalición con Iniciativa del Poble Valencià y el Bloc Nacionalista Valencià en Bloc-Iniciativa-Verds) |
| Formaciones de implantación nacional | Unión Progreso y Democracia (UPyD), concurre a las elecciones bajo esta denominación en todo el territorio nacional. | Rosa Díez González (candidata por la circunscripción de Madrid)                  | Se trata de las primeras elecciones a las que concurre esta formación, la cual había sido constituida solo 6 meses antes. |
| Formaciones de implantación regional | Convergència i Unió (CiU) | Josep Antoni Duran i Lleida (candidato por la circunscripción de Barcelona)      | |
| Formaciones de implantación regional | Esquerra Republicana de Catalunya (ERC) | Joan Ridao (candidato por la circunscripción de Barcelona)                       | |
| Formaciones de implantación regional | Euzko Alderdi Jeltzalea-Partido Nacionalista Vasco (EAJ-PNV) | Josu Erkoreka (candidato por la cirscunscripción de Vizcaya)                     | |
| Formaciones de implantación regional | Bloque Nacionalista Galego (BNG) | Francisco Xesus Jorquera Caselas (candidato por la circunscripción de La Coruña) | |

## Campaña electoral
Un estudio de la Universidad de Navarra del que se hace eco El Mundo, muestra que el terrorismo y los asuntos económicos han sido los principales temas de la campaña del PSOE y del PP, a partir del análisis de las noticias aparecidas en los principales medios de comunicación españoles. El problema del terrorismo estuvo presente en 25,1 % de las noticias ligadas a la campaña electoral (sin contar el impacto mediático generado por el atentado de ETA del 7 de marzo de 2008). El segundo tema en importancia fue el de la economía, que ha representado el 19,3 % de las noticias. El tercer tema es el del empleo (16,1 %), seguido de la inmigración (10,6 %), la política exterior (7,9 %) y la educación (7,9 %). La cobertura mediática dada a estos temas corresponde en grandes líneas a las preocupaciones de los españoles, según los datos del Barómetro del CIS de octubre de 2007 (estudio número 2735). El terrorismo, la economía, el empleo y la inmigración son percibidos como cuatro de los cinco problemas principales de España. La única divergencia notable se da en el caso de la vivienda, puesto que fue el séptimo tema en importancia en la campaña electoral, presente en 4,7 % de los artículos, mientras que es considerado el segundo problema de España, con un 34,8 % de respuestas.
El estudio muestra la evolución del seguimiento mediático de los temas. Los datos indican que la inmigración es el tema que ha aumentado más de peso, puesto que en las noticias de precampaña suponían el 4,4 % de las noticias, mientras que era un tema presente en el 10,6 % de las noticias de la campaña electoral propiamente dicha. También incrementaron su presencia mediática en campaña el terrorismo y la educación. En cambio, perdieron peso a lo largo de la campaña las noticias relacionadas con la economía y con los impuestos. Este último fue uno de los temas principales de la precampaña.

### Lemas de campaña
Los eslóganes de campaña fueron:
- Partido Socialista Obrero Español: "Vota con todas tus fuerzas". Buscaba movilizar a todos sus votantes y conseguir una alta participación para revalidar su mayoría.[76] Otros eslóganes utilizados por el PSOE fueron "Con Z de Zapatero" y "Motivos para creer".
- Partido Popular: "Con cabeza y corazón". El partido definía el lema como las principales características de Rajoy y la que sería su forma de gobernar.[77] Otros lemas de campaña fueron "Las ideas claras" y "Con Rajoy es posible".
- Izquierda Unida: "LlamazarES + izquierda".[78] Una versión animada de Gaspar Llamazares, llamada Gaspi, protagonizó los vídeos de campaña de la serie Las cosas que importan.[79]
- Unión Progreso y Democracia: "Lo que nos une". Rosa Díez utilizó la imagen del Documento Nacional de Identidad para representar la idea de una España unida.[80] Posteriormente, "Lo que nos une" pasó a ser el lema del partido.

### Debates electorales
Tras tres campañas electorales (1996, 2000 y 2004) sin debates electorales entre los dos principales candidatos, en esta campaña se retomaron, con dos enfrentamientos entre Rodríguez Zapatero y Mariano Rajoy que tuvieron lugar los lunes 25 de febrero y 3 de marzo. Todas las encuestas dieron como ganador de ambos a Zapatero, si bien se consolidó la sensación de que la primera cita fue más igualada, mientras que la segunda se impuso con más contundencia el presidente. El propio Rajoy reconoció días después que se equivocó al entrar, el 3 de marzo, en una discusión sobre la guerra de Irak auspiciada por Zapatero.
Por otro lado, los responsables de economía del PSOE y del PP, Pedro Solbes y Manuel Pizarro, debatieron en Antena 3 el 21 de febrero. También en este caso las encuestas dieron como ganador al representante socialista.
Se celebraron dos debates a 7 en los que además de Ramón Jáuregui por el PSOE y Esteban González Pons por el PP, incluyeron a Montserrat Muñoz por IU, Jordi Jané de CiU, Josu Erkoreka del PNV, Joan Ridao de ERC y Fernando Bañuelos de CC, en el primer debate moderado por Ana Blanco y retransmitido por TVE el 28 de febrero. En el debate del 5 de marzo en el programa de TVE "59 segundos" presentado por Ana Pastor repitieron los mismos candidatos, excepto por IU que acudió Joaquín Nieto, por CiU intervino Jordi Xuclá, por ERC Agustí Cerdà y por CC Ana Oramas. Ahondando en el bipartidismo, estos debates a 7 fueron relegados a un segundo plano al no acudir los principales candidatos de cada fuerza.

### Actos de protesta y boicots

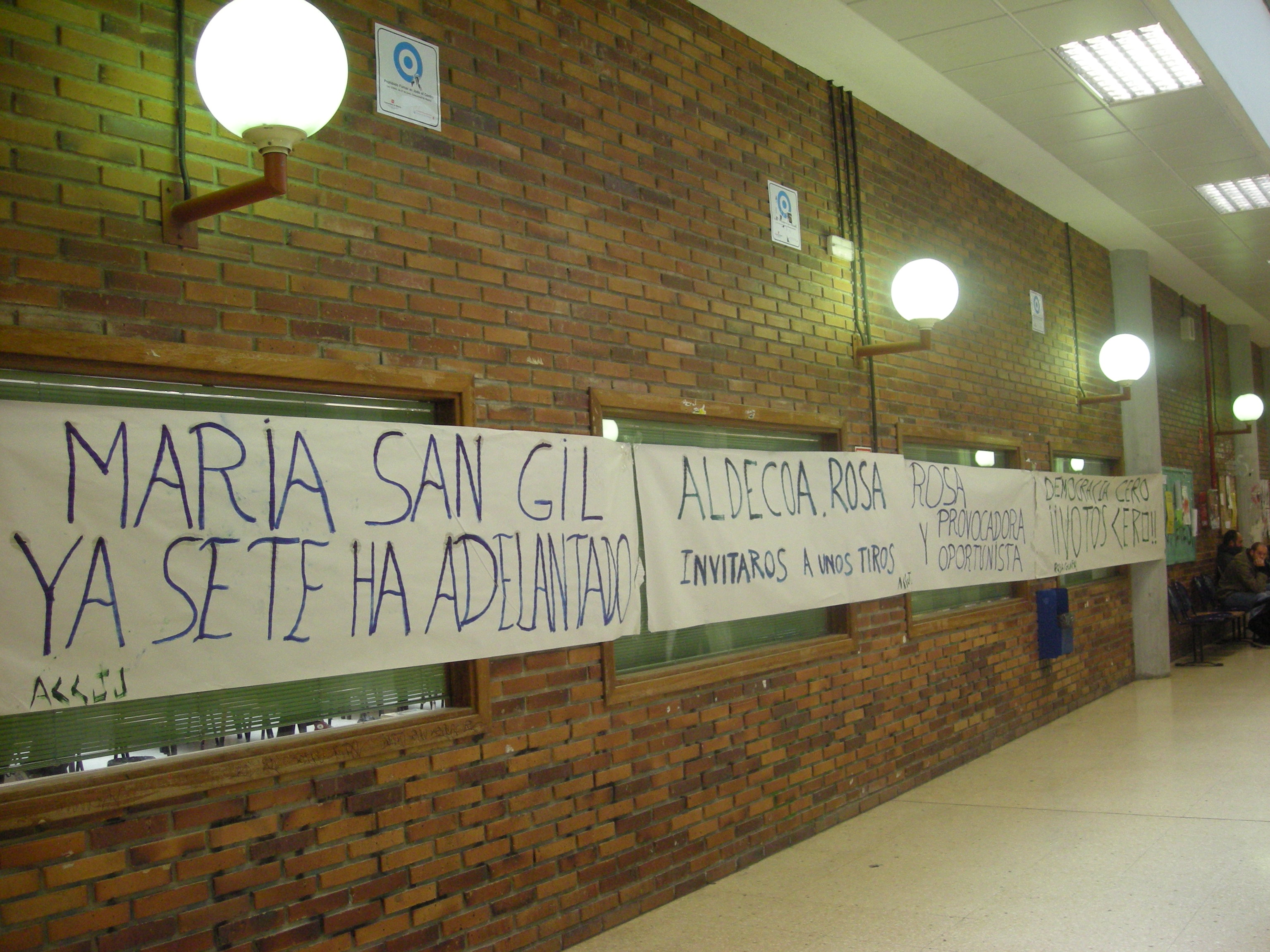
Carteles contra Rosa Díez, de UPyD, en la Facultad de Ciencias Políticas y Sociología de la Universidad Complutense de Madrid, en la que fue increpada el 19 de febrero de 2008.

Durante la campaña electoral (y pocos días antes de que esta se iniciara) se repitieron a lo largo de toda España actos de protesta e intentos de boicot contra la participación de políticos de diferentes partidos en actos y conferencias realizados en diversas universidades españolas. Estos incidentes han estado protagonizados, en su mayor parte, por grupos de estudiantes que los medios de comunicación han adscrito a grupos de extrema izquierda, a la extrema derecha y a los grupos antisistema, y del independentismo catalán, gallego, canario y vasco.
El primero de estos incidentes lo protagonizó el 12 de febrero la dirigente del PP María San Gil en la Universidad de Santiago de Compostela (USC), cuando un grupo de unos 50 jóvenes independentistas gallegos abuchearon a la presidenta del PP del País Vasco antes de pronunciar una conferencia en la facultad de Económicas. Algunos de estos dijeron pertenecer a la organización AGIR. Posteriormente se realizó la detención de cuatro miembros de esta organización. Según la versión del equipo de María San Gil, esta sufrió un intento de agresión. Según los estudiantes, los guardaespaldas de San Gil fueron los primeros en agredir a un estudiante que se acercó a «recriminarle su presencia». Días más tarde, la decana de la facultad de Económicas de la USC María Teresa Cancelo, manifestó que la candidata del PP «no fue agredida».
El 19 de febrero fue la candidata del PP por Barcelona Dolors Nadal la que sufrió el boicot de la conferencia que iba a dar en la Facultad de Derecho de la Universidad Pompeu Fabra de Barcelona por la presión de medio centenar de independentistas catalanes, teniendo que suspenderse dicha conferencia. Ese mismo día, durante una conferencia de la dirigente de UPyD Rosa Díez en la Facultad de Ciencias Políticas y Sociología de la Universidad Complutense de Madrid, en un incidente organizado, cerca de medio centenar de estudiantes, vinculados a la extrema izquierda, trataron de impedir la realización del acto. El historiador y ensayista Antonio Elorza calificó a estos boicoteadores como ejemplos de un nuevo «fascismo rojo».
Tras estos actos, el expresidente Felipe González hizo unas declaraciones en las que manifestaba que él fue abucheado en la universidad y aguantó «sin llorar».
El 26 de febrero en un acto realizado en la Facultad de Derecho de la Universidad de Valencia, la candidata por Valencia del PSOE María Teresa Fernández de la Vega fue increpada por una docena de jóvenes independentistas pertenecientes al Sindicat d'Estudiants dels Països Catalans (SEPC) con una pancarta y gritos de «Fora polítics de la universitat» («fuera políticos de la universidad», en castellano). Ese mismo día medio docena de independentistas trato de boicotear un acto en Bilbao del dirigente del PP vasco Antonio Basagoiti al grito «¡fascista, fascista!».
El 29 de febrero el también dirigente del PP Jaime Mayor Oreja, en compañía de Daniel Sirera, fue increpado e insultado en un acto en la localidad catalana de San Pedro de Ribas por una docena de independentistas, al grito de «vosotros fascistas sois los terroristas» o «fuera fascistas», llegando a tener que refugiarse en una cafetería ante dicha actitud. Ese mismo día otro grupo independentista intentó evitar la realización de otro acto de UPyD en Cataluña.
Además, grupos de ultraderechistas de España 2000 impidieron a ERPV realizar un mitin en la localidad valenciana de Silla.

### Suspensión de la campaña
Debido al asesinato por parte de ETA de Isaías Carrasco, exconcejal del PSE-EE en el Ayuntamiento de Mondragón, todos los partidos políticos y coaliciones electorales decidieron suspender la campaña electoral, anulando los actos previstos para el cierre de campaña.

## Jornada de reflexión
La jornada de reflexión estuvo marcada por el funeral de Isaías Carrasco, asesinado por la banda terrorista ETA el 7 de marzo en Mondragón.
A pesar de que no había sido autorizada debido a la jornada de reflexión, el colectivo feminista "Comisión 8 de marzo" convocó una concentración en la plaza del Castillo de Pamplona el día 8 de marzo, conmemorando el Día de la Mujer. Agentes de la Policía Nacional requisaron carteles y pancartas y en unos minutos, viendo que no se disolvían los manifestantes, realizaron una carga y otras en los siguientes minutos en las calles cercanas.

## Resultados

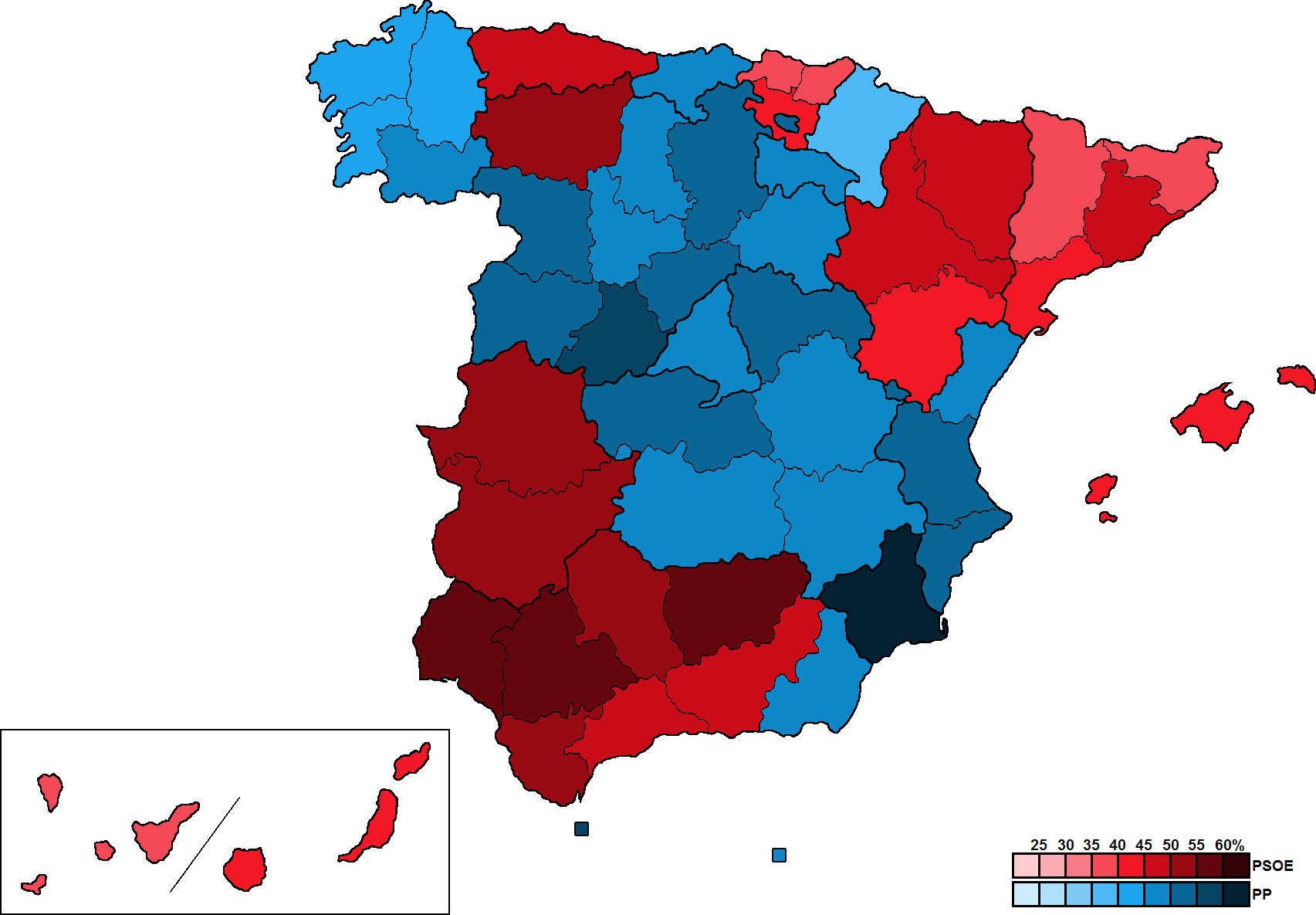
Resultados por provincia del PSOE y el PP (en cada provincia se informa del porcentaje de voto de la más votada de estas dos formaciones).

### Congreso
- Electorado: 35 073 179
  - 33 867 850 residentes en España
  - 1 205 329 residentes en el extranjero
- Votantes: 25.900.439 (73,85 %)
  - 25 517 871 (75,35 %) residentes en España
  - 382 568 (31,74 %) residentes en el extranjero
- Abstención: 9 172 740 (26,15 %)
- Votos válidos: 25 734 863 (99,36 %)
- Votos nulos: 165 576 (0,64 %)
- Votos a candidaturas: 25 448.681 (98,89 %)
- Votos en blanco: 286 182 (1,11 %)

| ← Elecciones generales de España, 9 de marzo del 2008 →         |                              |            |       |         |     |
| Partido                                                         | Cabeza de lista              | Votos      | %     | Escaños | +/- |
| Partido Socialista Obrero Español (PSOE) a                      | José Luis Rodríguez Zapatero | 11.289.335 | 43,87 | 169 b   | +5  |
| Partido Popular (PP) c                                          | Mariano Rajoy                | 10.278.010 | 39,94 | 154 d   | +6  |
| Izquierda Unida (IU) e                                          | Gaspar Llamazares            | 969.946    | 3,77  | 2 f     | -3  |
| Convergència i Unió (CiU)                                       | Josep Antoni Duran i Lleida  | 779.425    | 3,03  | 10 g    | =   |
| Partido Nacionalista Vasco (EAJ/PNV)                            | Josu Erkoreka                | 306.128    | 1,19  | 6       | -1  |
| Unión Progreso y Democracia (UPyD)                              | Rosa Díez                    | 306.079    | 1,19  | 1       | +1  |
| Esquerra Republicana de Catalunya (ERC)                         | Joan Ridao                   | 298.139    | 1,16  | 3       | -5  |
| Bloque Nacionalista Galego (BNG)                                | Francisco Jorquera           | 212.543    | 0,83  | 2       | =   |
| Coalición Canaria-Partido Nacionalista Canario (CC-PNC) h       | Ana Oramas                   | 174.629    | 0,68  | 2       | -1  |
| Coalición Andalucista (CA)                                      | Pilar González               | 68.679     | 0,27  | 0       | =   |
| Nafarroa Bai (Na-Bai)                                           | Uxue Barkos                  | 62.398     | 0,24  | 1       | =   |
| Eusko Alkartasuna (EA)                                          | Nekane Altzelai              | 50.371     | 0,20  | 0       | -1  |
| Ciudadanos (Cs)                                                 | Albert Rivera                | 46.313     | 0,18  | -       | =   |
| Partido Antitaurino Contra el Maltrato Animal (PACMA)           |                              | 44.795     | 0,17  | -       | =   |
| Los Verdes (VERDES) i                                           | Joan Oms                     | 41.531     | 0,16  | -       | =   |
| Partido Aragonés (PAR)                                          | Teresa Perales               | 40.054     | 0,16  | -       | =   |
| Chunta Aragonesista (CHA)                                       | Bizen Fuster                 | 38.202     | 0,15  | 0       | -1  |
| Nueva Canarias-Centro Canario Nacionalista (NC-CCN) j           | Marino Alduan                | 38.024     | 0,15  | -       | =   |
| Los Verdes-Grupo Verde (LV-GV)                                  | Esteban Cabal                | 30.840     | 0,12  | -       | =   |
| Aralar                                                          | Iñaki Irazabalbeitia         | 29.989     | 0,12  | -       | =   |
| Bloc Nacionalista Valencià-Iniciativa-Verds (BLOC-IdPV-EV-EE)   | Isaura Navarro               | 29.760     | 0,12  | -       | =   |
| Unitat per les Illes                                            | Pere Sampol                  | 25.454     | 0,10  | -       | =   |
| Por un Mundo Más Justo (PUM+J)                                  |                              | 23.318     | 0,09  | -       | =   |
| Los Verdes de Europa (LVE)                                      |                              | 20.419     | 0,08  | -       | =   |
| Partido Social Demócrata (PSD)                                  |                              | 20.126     | 0,08  | -       | =   |
| Partido Comunista de los Pueblos de España (PCPE)               |                              | 20.030     | 0,08  | -       | =   |
| Ciudadanos en Blanco (CENB)                                     |                              | 14.193     | 0,06  | -       | =   |
| Falange Española de las JONS (FE-JONS)                          |                              | 14.023     | 0,05  | -       | =   |
| Democracia Nacional (DN)                                        |                              | 12.836     | 0,05  | -       | =   |
| Els Verds-L'Alternativa Ecologista (EV-AE)                      |                              | 12.561     | 0,05  | -       | =   |
| Partido Familia y Vida (PFyV)                                   |                              | 9.882      | 0,04  | -       | =   |
| Partido Humanista (PH)                                          |                              | 9.056      | 0,04  | -       | =   |
| Partido de Almería (PdeAl)                                      |                              | 8.451      | 0,03  | -       | =   |
| Els Verds-Los Verdes (EV-LV)                                    |                              | 7.824      | 0,03  | -       | =   |
| Representación Cannábica de Navarra (RCN-NOK)                   |                              | 7.769      | 0,03  | -       | =   |
| Partido Obrero Socialista Internacionalista (POSI)              |                              | 7.386      | 0,03  | -       | =   |
| Alternativa Española (AES)                                      |                              | 7.300      | 0,03  | -       | =   |
| España 2000 (E-2000)                                            |                              | 6.906      | 0,03  | -       | =   |
| Partit Republicà Català (RC)                                    |                              | 6.746      | 0,03  | -       | =   |
| Coalición Valenciana (CVal)                                     |                              | 5.424      | 0,02  | -       | =   |
| Escons Insubmisos-Alternativa dels democrates descontens (Ei)   |                              | 5.035      | 0,02  | -       | =   |
| Tierra Comunera (TC)                                            |                              | 4.796      | 0,02  | -       | =   |
| Falange Auténtica (FA)                                          |                              | 4.607      | 0,02  | -       | =   |
| Unión del Pueblo Leonés (UPL)                                   |                              | 4.509      | 0,05  | -       | =   |
| Solidaridad y Autogestión Internacionalista (SAIn)              |                              | 3.885      | 0,02  | -       | =   |
| Alternativa Motor y Deportes (AMD)                              |                              | 3.829      | 0,01  | -       | =   |
| Partido de los Pensionistas en Acción (PDLPEA)                  |                              | 3.050      | 0,01  | -       | =   |
| Izquierda Republicana (IR)                                      |                              | 2.899      | 0,01  | -       | =   |
| Partido Riojano (PR)                                            |                              | 2.837      | 0,01  | -       | =   |
| Alianza Nacional (AuN)                                          |                              | 2.737      | 0,01  | -       | =   |
| Alternativa en Blanco (ABLA)                                    |                              | 2.460      | 0,01  | -       | =   |
| Extremadura Unida (EU)                                          |                              | 2.346      | 0,01  | -       | =   |
| Els Verds-Alternativa Verda (EU)                                |                              | 2.028      | 0,01  | -       | =   |
| Partido Carlista (PC)                                           |                              | 1.956      | 0,01  | -       | =   |
| Partit per Catalunya (España) (PxCat)                           |                              | 1.919      | 0,01  | -       | =   |
| Partido de los No Fumadores                                     |                              | 1.616      | 0,01  | -       | =   |
| Unión por Leganés (ULEG)                                        |                              | 1.566      | 0,01  | -       | =   |
| Frente Español (FRENTE)                                         |                              | 1.566      | 0,01  | -       | =   |
| Centro Democrático Liberal (CDL)                                |                              | 1.503      | 0,01  | -       | =   |
| Opció Nacionalista Valenciana (ONV)                             |                              | 1.490      | 0,01  | -       | =   |
| Centro Democrático y Social (CDS)                               |                              | 1.362      | 0,01  | -       | =   |
| Andecha Astur (AA)                                              |                              | 1.299      | 0,01  | -       | =   |
| Partido Regionalista del País Leonés (PREPAL)                   |                              | 1.278      | 0,0   | -       | =   |
| Centro Democrático Español (CDEs)                               |                              | 1.047      | 0,0   | -       | =   |
| Alternativa Nacionalista Canaria (ANC)                          |                              | 1.017      | 0,0   | -       | =   |
| Partido de las Libertades Civiles (PLCI )                       |                              | 888        | 0,0   | -       | =   |
| Unidá                                                           |                              | 848        | 0,0   | -       | =   |
| Partido Liberal del Empleo y la Vivienda Estatal (PLEVE)        |                              | 786        | 0,0   | -       | =   |
| Lucha Internacionalista (LI-LITCI)                              |                              | 722        | 0,0   | -       | =   |
| Unidad del Pueblo                                               |                              | 699        | 0,0   | -       | =   |
| Per la República Valenciana (plRV)                              |                              | 645        | 0,0   | -       | =   |
| Partido Centristas (Centristas PCTR)                            |                              | 509        | 0,0   | -       | =   |
| Movimiento por la Unidad del Pueblo Canario (MUPC)              |                              | 497        | 0,0   | -       | =   |
| Partido Ciudadanos Unidos de Aragón (pCUA)                      |                              | 475        | 0,0   | -       | =   |
| Unión Ciudadana Progresistas Independientes de Canarias (UCPIC) |                              | 464        | 0,0   | -       | =   |
| Identitat del Regne de Valencia                                 |                              | 449        | 0,0   | -       | =   |
| Unidad Regionalista de Castilla y León                          |                              | 423        | 0,0   | -       | =   |
| Partido Unionista Estado de España (PUEDE)                      |                              | 414        | 0,0   | -       | =   |
| Gente de El Bierzo (PB-UB)                                      |                              | 385        | 0,0   | -       | =   |
| Partido Isleño de las Islas Baleares (PIIB)                     |                              | 360        | 0,0   | -       | =   |
| Partido Positivista Cristiano (PPCr)                            |                              | 300        | 0,0   | -       | =   |
| Comunión Tradicionalista Carlista (CTC)                         |                              | 218        | 0,0   | -       | =   |
| Convergencia Democrática Asturiana (CDAS)                       |                              | 216        | 0,0   | -       | =   |
| Iniciativa Merindades de Castilla (IMC)                         |                              | 202        | 0,0   | -       | =   |
| Unidad Castellana (UdCa)                                        |                              | 198        | 0,0   | -       | =   |
| Partido de Alianza Iberoamericana Europea (PAIE)                |                              | 174        | 0,0   | -       | =   |
| Coalició Treballadors per la Democràcia (TD)                    |                              | 159        | 0,0   | -       | =   |
| Partido Regionalista de Guadalajara (PRGU)                      |                              | 152        | 0,0   | -       | =   |
| Aliança Balear (ABA)                                            |                              | 145        | 0,0   | -       | =   |
| Asamblea de Votación Electrónica (AVE)                          |                              | 144        | 0,0   | -       | =   |
| Unión Centrista Liberal (UCL)                                   |                              | 124        | 0,0   | -       | =   |
| Alianza por Burgos (AxB)                                        |                              | 123        | 0,0   | -       | =   |
| Iniciativa Ciudadana Burgalesa (ICBur)                          |                              | 109        | 0,0   | -       | =   |
| Nosaltres Som (N SOM)                                           |                              | 105        | 0,0   | -       | =   |
| Independientes por Cuenca (iXC)                                 |                              | 100        | 0,0   | -       | =   |
| Agrupación Ciudadana (AGRUCI)                                   |                              | 79         | 0,0   | -       | =   |
| Movimiento Falangista de España (MFE)                           |                              | 68         | 0,0   | -       | =   |
| Partido Hache                                                   |                              | 0          | 0,0   | -       | =   |
| Acción Nacionalista Vasca k                                     |                              | N/A        | N/A   | -       | =   |

a Incluye al Partido Regionalista Extremeño (PREx) y el apoyo de Unión Demócrata Ceutí (UDCE).

b De ellos, 25 del PSC.

c Incluye a Unión del Pueblo Navarro (UPN) e Independientes de Fuerteventura.

d De ellos, 2 de UPN.

e Incluye a Iniciativa per Catalunya-Verds (ICV), Esquerra Unida i Alternativa (EUiA), Los Verdes de Asturias, Bloque por Asturies (BA), Ezker Batua-Berdeak (EBB), Els Verds de Mallorca, Esquerra Unida i Republicana y el apoyo de Izquierda Republicana en Castilla y León y candidatos de Los Verdes de Madrid.

f De ellos 1 del IAb y de ICV .

g De ellos 6 del CDC y 4 del UDC.

h Incluye al Partido de Independientes de Lanzarote (PIL) y Agrupación Herreña Independiente (AHI).

i Incluye a Los Verdes Ecopacifistas y Els Verds-Opció Verda.

j Incluye a Nueva Fuerteventura y al Partido Nacionalista de Lanzarote (PNL).

k Candidatura anulada por el Tribunal Supremo tras su ilegalización por su relación Batasuna y la banda terrorista ETA.

#### Candidatos electos por circunscripciones
| Comunidad o ciudad autónoma | Circunscripción                                                 | Partido    | Votos     | %       | Diputados | +/- |
| --------------------------- | --------------------------------------------------------------- | ---------- | --------- | ------- | --- | --- |
| ANDALUCÍA                   | Almería 6 diputados (+1)                                        | PP         | 162.531   | 49,88%  | 3 (Rafael Hernando Fraile, Juan José Matarí Sáez y Carmen Navarro Cruz) | 1   |
| ANDALUCÍA                   | Almería 6 diputados (+1)                                        | PSOE       | 136.887   | 42,01%  | 3 (Juan Callejón Baena, Consuelo Rumí Ibáñez y Carmelo López Villena) | =   |
| ANDALUCÍA                   | Cádiz 9 diputados                                               | PSOE       | 328.822   | 51,11%  | 5 (Alfredo Pérez Rubalcaba, Mamen Sánchez Díaz, Rafael Román Guerrero, Salvador de la Encina Ortega y Ana María Chacón Carretero) | 1   |
| ANDALUCÍA                   | Cádiz 9 diputados                                               | PP         | 245.830   | 38,21 % | 4 (Teófila Martínez Saiz, José Ignacio Landaluce Calleja, Aurelio Sánchez Ramos y Aurelio Romero Girón) | 1   |
| ANDALUCÍA                   | Córdoba 6 diputados (–1)                                        | PSOE       | 246.470   | 50,85 % | 4 (Carmen Calvo Poyato, Miguel Ángel Moratinos Cuyaubé, Juan Luis Rascón Ortega y María Angelina Costa Palacios) | =   |
| ANDALUCÍA                   | Córdoba 6 diputados (–1)                                        | PP         | 182.307   | 37,61 % | 2 (Rafael Merino López y Fernando López-Amor García) | 1   |
| ANDALUCÍA                   | Granada 7 diputados                                             | PSOE       | 264.974   | 49,97%  | 4 (Cándida Martínez López, Manuel Pezzi Ceretto, María José Sánchez Rubio y José Antonio Pérez Tapias) | =   |
| ANDALUCÍA                   | Granada 7 diputados                                             | PP         | 217.874   | 41,08%  | 3 (Concha de Santa Ana Fernández, Blanca Fernández-Capel Baños y Juan de Dios Martínez Soriano) | =   |
| ANDALUCÍA                   | Huelva 5 diputados                                              | PSOE       | 149.494   | 55,67%  | 3 (Javier Barrero López, Fátima Aburto Baselga y José Oria Galloso) | =   |
| ANDALUCÍA                   | Huelva 5 diputados                                              | PP         | 93.984    | 35,00%  | 2 (Fátima Báñez García y Juan Carlos Lagares Flores) | =   |
| ANDALUCÍA                   | Jaén 6 diputados                                                | PSOE       | 230.026   | 55,48%  | 4 (Concepción Gutiérrez del Castillo, Francisco Reyes Martínez, Francisca Medina Teba y Sebastián Quirós Pulgar) | =   |
| ANDALUCÍA                   | Jaén 6 diputados                                                | PP         | 151.340   | 36,50%  | 2 (Gabino Puche Rodríguez-Acosta y Eugenio Nasarre Goicoechea) | =   |
| ANDALUCÍA                   | Málaga 10 diputados                                             | PSOE       | 359.046   | 46,98%  | 5 (Magdalena Álvarez Arza, Miguel Ángel Heredia Díaz, José Andrés Torres Mora, Ana María Fuentes Pacheco y Luis Tomás García) | 1   |
| ANDALUCÍA                   | Málaga 10 diputados                                             | PP         | 328.314   | 42,96%  | 5 (Celia Villalobos Talero, Juan Manuel Moreno Bonilla, Begoña Chacón Gutiérrez, Federico Souvirón García y Ángel Luis González Muñoz) | 1   |
| ANDALUCÍA                   | Sevilla 12 diputados                                            | PSOE       | 626.558   | 58,09%  | 8 (Alfonso Guerra González, María del Carmen Hermosín Bono, Antonio Cuevas Delgado, María Isabel Pozuelo Meño, Emilio Amuedo Moral, María José Vázquez Morillo, Rafael Herrera Gil y Soledad Cabezón Ruiz) | =   |
| ANDALUCÍA                   | Sevilla 12 diputados                                            | PP         | 339.644   | 31,49%  | 4 (Soledad Becerril Bustamante, Ricardo Tarno Blanco, Juan Manuel Albendea Pabón y Adolfo Luis González Rodríguez) | =   |
| ARAGÓN                      | Huesca 3 diputados                                              | PSOE       | 62.954    | 47,60%  | 2 (Víctor Morlán Gracia y Marta Gastón Menal) | =   |
| ARAGÓN                      | Huesca 3 diputados                                              | PP         | 49.748    | 37,62%  | 1 (Ángel Pintado Barbanoj) | =   |
| ARAGÓN                      | Teruel 3 diputados                                              | PSOE       | 38.617    | 44,50%  | 2 (Vicente Guillén Izquierdo y Yolanda Casaus Rodríguez) | =   |
| ARAGÓN                      | Teruel 3 diputados                                              | PP         | 34.386    | 39,62%  | 1 (Santiago Lanzuela Marina) | =   |
| ARAGÓN                      | Zaragoza 7 diputados                                            | PSOE       | 254.479   | 46,40%  | 4 (Jesús Membrado Giner, María Pilar Alegría Continente, Alfredo Arola Blanquet y Concepción Sanz Carrillo) | 1   |
| ARAGÓN                      | Zaragoza 7 diputados                                            | PP         | 199.934   | 36,46%  | 3 (Luisa Fernanda Rudi Úbeda, Baudilio Tomé Muguruza y Ramón Moreno Bustos) | =   |
| ARAGÓN                      | Zaragoza 7 diputados                                            | CHA        | 32.281    | 5,89%   | --- | 1   |
| ASTURIAS                    | Asturias 8 diputados                                            | PSOE       | 326.477   | 46,93%  | 4 (Álvaro Cuesta Martínez, María Luisa Carcedo Roces, Celestino Suárez González y Mariví Monteserín Rodríguez) | =   |
| ASTURIAS                    | Asturias 8 diputados                                            | PP         | 289.305   | 41,58%  | 4 (Gabino de Lorenzo Ferrera, Isidro Fernández Rozada, Pilar Fernández Pardo y Jaime Reinares) | =   |
| BALEARES                    | Baleares 8 diputados                                            | PSOE       | 209.451   | 44,23%  | 4 (Antoni Garcias Coll, Maria Gracia Muñoz Salva, José Manuel Bar Cendón y Miriam Muñoz Resta) | =   |
| BALEARES                    | Baleares 8 diputados                                            | PP         | 208.246   | 43,97%  | 4 (Maria Salom Coll, Enrique Fajarnés Ribas, Juan Carlos Grau Reinés y María Antonia Mercant Nadal) | =   |
| CANARIAS                    | Las Palmas 8 diputados                                          | PSOE       | 213.056   | 42,51%  | 4 (Juan Fernando López Aguilar, Pilar Grande Pesquero, Miguel González Rodríguez y Rosa Bella Cabrera Noda) | 1   |
| CANARIAS                    | Las Palmas 8 diputados                                          | PP         | 200.211   | 39,94%  | 4 (Carmen Guerra Guerra, Guillermo Mariscal Anaya, Cándido Reguera Díaz y Pilar González Segura) | =   |
| CANARIAS                    | Las Palmas 8 diputados                                          | CC-PNC-PIL | 29.756    | 5,94%   | --- | 1   |
| CANARIAS                    | Santa Cruz de Tenerife 7 diputados                              | PSOE       | 174.082   | 36,64%  | 3 (José Segura Clavell, Gloria Rivero Alcover y Mercedes Coello-Fernández Trujillo) | =   |
| CANARIAS                    | Santa Cruz de Tenerife 7 diputados                              | PP         | 146.585   | 30,85%  | 2 (Pablo Matos Mascareño y Gabriel Mato Adrover) | =   |
| CANARIAS                    | Santa Cruz de Tenerife 7 diputados                              | CC-PNC     | 134.499   | 28,31%  | 2 (Ana Oramas González-Moro y José Luis Perestelo Rodríguez) | =   |
| CANTABRIA                   | Cantabria 5 diputados                                           | PP         | 182.602   | 50,19%  | 3 (Joaquín Martínez Sieso, José María Lassalle Ruiz y Ana María Madrazo Díaz) | =   |
| CANTABRIA                   | Cantabria 5 diputados                                           | PSOE       | 158.009   | 43,43%  | 2 (Elena Salgado Méndez y María Gloria Gómez Santamaría) | =   |
| CASTILLA-LA MANCHA          | Albacete 4 diputados                                            | PP         | 113.317   | 47,55%  | 2 (Sixto González García y Álvaro Nadal Belda) | =   |
| CASTILLA-LA MANCHA          | Albacete 4 diputados                                            | PSOE       | 108.451   | 45,51%  | 2 (Manuel Pérez Castell y María Pilar López Rodríguez) | =   |
| CASTILLA-LA MANCHA          | Ciudad Real 5 diputados                                         | PP         | 148.038   | 47,85%  | 3 (Carlos Cotillas López, Carmen Quintanilla Barba y Luis Maldonado Fernández de Tejada) | 1   |
| CASTILLA-LA MANCHA          | Ciudad Real 5 diputados                                         | PSOE       | 144.114   | 46,58%  | 2 (Clementina Díez de Baldeón y Fernando Moraleda Quílez) | 1   |
| CASTILLA-LA MANCHA          | Cuenca 3 diputados                                              | PP         | 66.128    | 49,96%  | 2 (María Jesús Bonilla Domínguez y José Madero Jarabo) | =   |
| CASTILLA-LA MANCHA          | Cuenca 3 diputados                                              | PSOE       | 59.671    | 45,08%  | 1 (Luis Carlos Sahuquillo García) | =   |
| CASTILLA-LA MANCHA          | Guadalajara 3 diputados                                         | PP         | 67.453    | 50,77%  | 2 (José Ignacio Echániz Salgado y Ramón Aguirre Rodríguez) | =   |
| CASTILLA-LA MANCHA          | Guadalajara 3 diputados                                         | PSOE       | 54.468    | 40,99%  | 1 (Jesús Alique López) | =   |
| CASTILLA-LA MANCHA          | Toledo 6 diputados (+1) (uno más que en las elecciones de 2004) | PP         | 200.662   | 51,36%  | 3 (Arturo García-Tizón López, Alejandro Ballestero de Diego y Francisco Vañó Ferre) | =   |
| CASTILLA-LA MANCHA          | Toledo 6 diputados (+1) (uno más que en las elecciones de 2004) | PSOE       | 167.423   | 42,85%  | 3 (José Bono Martínez, María Guadalupe Martín González y Alejandro Alonso Núñez) | 1   |
| CASTILLA Y LEÓN             | Ávila 3 diputados                                               | PP         | 66.768    | 59,18%  | 2 (Ángel Acebes Paniagua y Sebastián González Vázquez) | =   |
| CASTILLA Y LEÓN             | Ávila 3 diputados                                               | PSOE       | 38.875    | 34,46%  | 1 (Pedro José Muñoz González) | =   |
| CASTILLA Y LEÓN             | Burgos 4 diputados                                              | PP         | 116.170   | 50,69%  | 2 (Juan Carlos Aparicio Pérez y Sandra Moneo Díez) | =   |
| CASTILLA Y LEÓN             | Burgos 4 diputados                                              | PSOE       | 92.388    | 40,31%  | 2 (Octavio Granado Martínez y María del Mar Arnaiz García) | =   |
| CASTILLA Y LEÓN             | León 5 diputados                                                | PSOE       | 158.870   | 49,50%  | 3 (José Antonio Alonso Suárez, Amparo Valcarce García y Diego Moreno Castrillo) | =   |
| CASTILLA Y LEÓN             | León 5 diputados                                                | PP         | 140.733   | 43,85%  | 2 (Juan Morano Masa y Carlos López Riesco) | =   |
| CASTILLA Y LEÓN             | Palencia 3 diputados                                            | PP         | 58.031    | 49,89%  | 2 (Ignacio Cosidó Gutiérrez y María Jesús Celinda Sánchez García) | =   |
| CASTILLA Y LEÓN             | Palencia 3 diputados                                            | PSOE       | 50.530    | 43,44%  | 1 (Julio Villarrubia Mediavilla) | =   |
| CASTILLA Y LEÓN             | Salamanca 4 diputados                                           | PP         | 125.139   | 54,57%  | 2 (Gonzalo Robles Orozco y José Antonio Bermúdez de Castro Fernández) | =   |
| CASTILLA Y LEÓN             | Salamanca 4 diputados                                           | PSOE       | 89.647    | 39,09%  | 2 (Jesús Caldera Sánchez-Capitán y Carmen Juanes Barciela) | =   |
| CASTILLA Y LEÓN             | Segovia 3 diputados                                             | PP         | 53.152    | 53,54%  | 2 (Jesús Merino Delgado y Javier Gómez Darmendrail) | =   |
| CASTILLA Y LEÓN             | Segovia 3 diputados                                             | PSOE       | 38.654    | 38,94%  | 1 (Óscar López Águeda) | =   |
| CASTILLA Y LEÓN             | Soria 2 diputados (–1)                                          | PP         | 27.525    | 50,16%  | 1 (Jesús Posada Moreno) | 1   |
| CASTILLA Y LEÓN             | Soria 2 diputados (–1)                                          | PSOE       | 23.155    | 42,20%  | 1 (Eloísa Álvarez Oteo) | =   |
| CASTILLA Y LEÓN             | Valladolid 5 diputados                                          | PP         | 171.188   | 49,39%  | 3 (Miguel Ángel Cortés Martín, Tomás Burgos Gallego y Ana Torme Pardo) | =   |
| CASTILLA Y LEÓN             | Valladolid 5 diputados                                          | PSOE       | 147.461   | 42,54%  | 2 (Jesús Quijano González y Soraya Rodríguez Ramos) | =   |
| CASTILLA Y LEÓN             | Zamora 3 diputados                                              | PP         | 66.699    | 52,19%  | 2 (Antonio Vázquez Jiménez y Gustavo de Arístegui San Román) | =   |
| CASTILLA Y LEÓN             | Zamora 3 diputados                                              | PSOE       | 53.723    | 42,04%  | 1 (Jesús Cuadrado Bausela) | =   |
| CATALUÑA                    | Barcelona 31 diputados                                          | PSC-PSOE   | 1.295.940 | 46,72 % | 16 (Carme Chacón Piqueras, Joan Clos i Matheu, David Vegara Figueras, Elisenda Malaret García, Daniel Fernández González, Montserrat Colldeforn Sol, Manuel Mas Estela, Lourdes Muñoz Santamaría, Isabel López Chamosa, Jordi Pedret Grenzner, Meritxell Batet Lamaña, Esperança Esteve Ortega, Joan Canongia Gerona, Carlos Corcuera Plaza, María Dolores Puig Gasol y José Vicente Muñoz Gómez) | 2   |
| CATALUÑA                    | Barcelona 31 diputados                                          | CiU        | 544.151   | 19,62%  | 6 (Josep Antoni Duran i Lleida, Pere Macias i Arau, María Mercè Pigem i Palmés, Carles Campuzano i Canadés, Inmaculada Riera i Reñé y Josep Sánchez i Llibre) | =   |
| CATALUÑA                    | Barcelona 31 diputados                                          | PP         | 466.345   | 16,81%  | 6 (Dolors Nadal i Aymerich, Jorge Fernández Díaz, Jorge Moragas Sánchez, José Luis Ayllón Manso, Dolors Montserrat Montserrat y Antonio Gallego Burgos) | 1   |
| CATALUÑA                    | Barcelona 31 diputados                                          | ERC        | 183.538   | 6,62%   | 2 (Joan Ridao i Martín y Joan Tardà i Coma) | 2   |
| CATALUÑA                    | Barcelona 31 diputados                                          | ICV-EUiA   | 154.339   | 5,57%   | 1 (Joan Herrera Torres) | 1   |
| CATALUÑA                    | Gerona 6 diputados                                              | PSC-PSOE   | 131.008   | 39,51%  | 3 (Montserrat Palma i Muñoz, Alexandre Sáez i Jubero y Juli Fernández i Iruela) | 1   |
| CATALUÑA                    | Gerona 6 diputados                                              | CiU        | 90.379    | 27,26%  | 2 (Jordi Xuclà i Costa y Montserrat Surroca i Comas) | =   |
| CATALUÑA                    | Gerona 6 diputados                                              | ERC        | 43.829    | 13,22%  | 1 (Francesc Canet i Coma) | 1   |
| CATALUÑA                    | Lérida 4 diputados                                              | PSC-PSOE   | 77.870    | 36,99%  | 2 (Teresa Cunillera i Mestres y Fèlix Larrosa Piqué) | =   |
| CATALUÑA                    | Lérida 4 diputados                                              | CiU        | 60.513    | 28,75%  | 1 (Conxita Tarruella i Tomàs) | =   |
| CATALUÑA                    | Lérida 4 diputados                                              | PP         | 31.721    | 15,07%  | 1 (José Ignacio Llorens Torres) | 1   |
| CATALUÑA                    | Lérida 4 diputados                                              | ERC        | 27.300    | 12,97%  | --- | 1   |
| CATALUÑA                    | Tarragona 6 diputados                                           | PSC-PSOE   | 167.959   | 44,87%  | 4 (Francesc Vallès Vives, Joan Ruiz i Carbonell, Lluïsa Lizarraga Gisbert y Anton Ferré Fons) | 1   |
| CATALUÑA                    | Tarragona 6 diputados                                           | CiU        | 79.274    | 21,18%  | 1 (Jordi Jané i Guasch) | =   |
| CATALUÑA                    | Tarragona 6 diputados                                           | PP         | 66.571    | 17,78%  | 1 (Francisco Ricomá de Castellarnau) | =   |
| CATALUÑA                    | Tarragona 6 diputados                                           | ERC        | 35.260    | 9,42%   | --- | 1   |
| CEUTA                       | Ceuta 1 diputado                                                | PP         | 19.902    | 55,45%  | 1 (Francisco Antonio González Pérez) | =   |
| COMUNIDAD VALENCIANA        | Alicante 12 diputados (+1)                                      | PP         | 488.323   | 52,57%  | 7 (Federico Trillo-Figueroa Martínez-Conde, Adelaida Pedrosa Roldán, Miguel Peralta Viñes, Macarena Montesinos de Miguel, Francisco Murcia Barceló, Mercedes Alonso García y Miguel Campoy Suárez) | 1   |
| COMUNIDAD VALENCIANA        | Alicante 12 diputados (+1)                                      | PSPV-PSOE  | 380.305   | 40,94%  | 5 (Bernat Soria Escoms, Leire Pajín Iraola, Juana Serna Masiá, Carlos González Serna y Herick Campos Arteseros) | =   |
| COMUNIDAD VALENCIANA        | Castellón 5 diputados                                           | PP         | 155.225   | 49,08%  | 3 (Juan Costa Climent, Andrea Fabra y Miguel Barrachina Ros) | =   |
| COMUNIDAD VALENCIANA        | Castellón 5 diputados                                           | PSPV-PSOE  | 139.395   | 44,08%  | 2 (Jordi Sevilla Segura y Antonia García Valls) | =   |
| COMUNIDAD VALENCIANA        | Valencia 16 diputados                                           | PP         | 767.504   | 51,74%  | 9 (Esteban González Pons, José María Michavila Núñez, Ignacio Gil Lázaro, María José Catalá Verdet, Marta Torrado de Castro, Inmaculada Bañuls Ros, Ignacio Uriarte Ayala, Vicente Ferrer Roselló y Susana Camarero Benítez) | 1   |
| COMUNIDAD VALENCIANA        | Valencia 16 diputados                                           | PSPV-PSOE  | 594.273   | 40,07%  | 7 (María Teresa Fernández de la Vega Sanz, Inmaculada Rodríguez-Piñero Fernández, Joan Calabuig Rull, Ciprià Císcar Casaban, Ferran Bono Ara, Carmen Montón Giménez y Josep Antoni Santamaría Mateo) | =   |
| COMUNIDAD VALENCIANA        | Valencia 16 diputados                                           | EUPV-IR    | 46.437    | 3,13%   | --- | 1   |
| EXTREMADURA                 | Badajoz 6 diputados                                             | PSOE       | 221.976   | 52,22%  | 3 (José Alberto Cabañes Andrés, Francisco Fernández Marugán y María Soledad Pérez Domínguez) | =   |
| EXTREMADURA                 | Badajoz 6 diputados                                             | PP         | 178.182   | 41,91%  | 3 (Mariano Gallego Barrero, Alejandro Ramírez del Molino Morán y María José Solana Barras) | =   |
| EXTREMADURA                 | Cáceres 4 diputados                                             | PSOE       | 139.216   | 52,01%  | 2 (María Antonia Trujillo Rincón y Carlos Trujillo Garzón) | =   |
| EXTREMADURA                 | Cáceres 4 diputados                                             | PP         | 112.789   | 42,14%  | 2 (Carlos Floriano Corrales y Amador Álvarez Álvarez) | =   |
| GALICIA                     | La Coruña 8 diputados (–1)                                      | PP         | 303.364   | 43,29%  | 4 (Antonio Erias Rey, Gerardo Conde Roa, Arsenio Fernández de Mesa Díaz del Río y Belén María do Campo Piñeiro) | =   |
| GALICIA                     | La Coruña 8 diputados (–1)                                      | PSdeG-PSOE | 279.527   | 39,89%  | 3 (César Antonio Molina Sánchez, Carmen Marón Beltrán y Ceferino Díaz Díaz) | 1   |
| GALICIA                     | La Coruña 8 diputados (–1)                                      | BNG        | 87.406    | 12,47%  | 1 (Francisco Jorquera Caselas) | =   |
| GALICIA                     | Lugo 4 diputados                                                | PP         | 105.383   | 45,57%  | 2 (Joaquín García Díez y Raquel Arias Rodríguez) | =   |
| GALICIA                     | Lugo 4 diputados                                                | PSdeG-PSOE | 92.362    | 39,94%  | 2 (José Blanco López y Margarita Pérez Herráiz) | =   |
| GALICIA                     | Orense 4 diputados                                              | PP         | 105.198   | 48,06%  | 2 (Celso Delgado Arce y Jesús Vázquez Abad) | 1   |
| GALICIA                     | Orense 4 diputados                                              | PSdeG-PSOE | 82.373    | 37,63%  | 2 (Elena Espinosa Mangana y Alberto Fidalgo Francisco) | 1   |
| GALICIA                     | Pontevedra 7 diputados                                          | PP         | 256.819   | 44,20%  | 3 (Ana Pastor Julián, Javier Jorge Guerra Fernández y María Nava Castro Domínguez) | =   |
| GALICIA                     | Pontevedra 7 diputados                                          | PSdeG-PSOE | 229.747   | 39,54%  | 3 (Antón Louro Goyanes, Marta Estrada Ibars y Domingo Miguel Tabuyo Romero) | =   |
| GALICIA                     | Pontevedra 7 diputados                                          | BNG        | 69.784    | 12,01%  | 1 (Olaia Fernández Davila) | =   |
| LA RIOJA                    | La Rioja 4 diputados                                            | PP         | 91.783    | 49,59%  | 2 (Juan Antonio Gómez Trinidad y María Concepción Bravo Ibáñez) | =   |
| LA RIOJA                    | La Rioja 4 diputados                                            | PSOE       | 80.678    | 43,59%  | 2 (César Luena López y María Remedios Elías Cordón) | =   |
| MADRID                      | Madrid 35 diputados                                             | PP         | 1.723.370 | 49,34%  | 18 (Mariano Rajoy Brey, Manuel Pizarro Moreno, Ana Mato Adrover, Eduardo Zaplana Hernández-Soro, Soraya Sáenz de Santamaría Antón, Cristóbal Montoro Romero, Gabriel Elorriaga Pisarik, Miguel Arias Cañete, Cayetana Álvarez de Toledo Peralta Ramos, Beatriz Rodríguez-Salmones Cabeza, Juan Carlos Vera Pro, Carlos Aragonés Mendiguchía, Teófilo de Luis Rodríguez, Eva Durán Ramos, María Teresa de Lara Carbó, Francisco José Villar García Moreno, María del Carmen Álvarez-Arenas Cisneros y Mario Mingo Zapatero) | 1   |
| MADRID                      | Madrid 35 diputados                                             | PSOE       | 1.377.996 | 39,45%  | 15 (José Luis Rodríguez Zapatero, Pedro Solbes Mira, Mercedes Cabrera Calvo-Sotelo, Cristina Narbona Ruiz, Diego López Garrido, Trinidad Jiménez García-Herrera, Jaime Lissavetzky Díez, Antonio Gutiérrez Vergara, Elena Valenciano Martínez-Orozco, Rafael Simancas Simancas, Delia Blanco Terán, Juan Barranco Gallardo, Manuel de la Rocha Rubí, Antonio Hernando Vera y Lucila Corral Ruiz) | 1   |
| MADRID                      | Madrid 35 diputados                                             | IU         | 163.633   | 4,69%   | 1 (Gaspar Llamazares Trigo) | 1   |
| MADRID                      | Madrid 35 diputados                                             | UPyD       | 131.242   | 3,76%   | 1 (Rosa Díez González) | 1   |
| MELILLA                     | Melilla 1 diputado                                              | PP         | 15.510    | 49,22%  | 1 (Antonio Gutiérrez Molina) | =   |
| MURCIA                      | Murcia 10 diputados (+1)                                        | PP         | 467.467   | 61,43%  | 7 (Pilar Barreiro Álvarez, Vicente Martínez-Pujalte López, Andrés José Ayala Sánchez, Jaime García-Legaz Ponce, Lourdes Méndez Monasterio, Alberto Garre López y Arsenio Pacheco Atienza) | 1   |
| MURCIA                      | Murcia 10 diputados (+1)                                        | PSOE       | 247.858   | 32,57%  | 3 (Mariano Fernández Bermejo, José Javier Mármol Peñalver y Sara García Ruiz) | =   |
| NAVARRA                     | Navarra 5 diputados                                             | UPN-PP     | 131.618   | 39,29%  | 2 (Santiago Cervera Soto y Carlos Salvador Armendáriz) | =   |
| NAVARRA                     | Navarra 5 diputados                                             | PSOE       | 115.837   | 34,58%  | 2 (Juan Moscoso del Prado Hernández y María José Fernández Aguerri) | =   |
| NAVARRA                     | Navarra 5 diputados                                             | Na-Bai     | 62.073    | 18,53%  | 1 (Uxue Barkos Berruezo) | =   |
| PAÍS VASCO                  | Álava 4 diputados                                               | PSE-EE     | 69.180    | 40,76%  | 2 (Ramón Jáuregui Atondo y Pilar Unzalu Pérez de Eulate) | =   |
| PAÍS VASCO                  | Álava 4 diputados                                               | PP         | 44.937    | 26,48%  | 1 (Alfonso Alonso Aranegui) | =   |
| PAÍS VASCO                  | Álava 4 diputados                                               | EAJ-PNV    | 31.844    | 18,76%  | 1 (Emilio Olabarría Muñoz) | =   |
| PAÍS VASCO                  | Guipúzcoa 6 diputados                                           | PSE-EE     | 125.659   | 38,90%  | 3 (Miguel Buen Lacambra, Elvira Cortajarena Iturrioz y Ernesto Gasco Gonzalo) | 1   |
| PAÍS VASCO                  | Guipúzcoa 6 diputados                                           | EAJ-PNV    | 76.891    | 23,80%  | 2 (José Ramón Beloki Guerra y Joseba Agirretxea Urresti) | =   |
| PAÍS VASCO                  | Guipúzcoa 6 diputados                                           | PP         | 46.982    | 14,54%  | 1 (José Eugenio Azpiroz Villar) | =   |
| PAÍS VASCO                  | Guipúzcoa 6 diputados                                           | EA         | 25.352    | 7,85%   | --- | 1   |
| PAÍS VASCO                  | Vizcaya 8 diputados (–1)                                        | PSE-EE     | 230.728   | 36,95%  | 4 (Eduardo Madina Muñoz, Arantza Mendizabal Gorostiaga, Txiki Benegas Haddad y Josu Montalbán Goicoechea) | 1   |
| PAÍS VASCO                  | Vizcaya 8 diputados (–1)                                        | EAJ-PNV    | 194.511   | 31,15%  | 3 (Josu Erkoreka Gervasio, Aitor Esteban Bravo y Pedro Azpiazu Uriarte) | 1   |
| PAÍS VASCO                  | Vizcaya 8 diputados (–1)                                        | PP         | 114.783   | 18,38%  | 1 (Ignacio Astarloa Huarte-Mendicoa) | 1   |

### Senado
Los resultados de la composición del Senado para la IX Legislatura dieron al PSOE siete escaños más que en la cita de 2004 y la coalición Entesa Catalana de Progrés (que agrupa a PSC, ERC, ICV y EUiA) se mantuvo como la tercera fuerza política. El Partido Popular consiguió un senador menos que en los comicios de 2004. Además, Coalición Canaria perdió dos de los tres senadores que logró en las anteriores elecciones.
| ← Elecciones generales de España, 9 de marzo de 2008 Senadores electos → |                                          |         |     |                                             |
| Participación | Candidatura                              | Escaños | +/- | Notas                                       |
| - Censo: 35.073.179 - Votantes: 26.125.239 (74,49%) - Votos a candidaturas: 25.003.190 (97,94%) - Votos válidos: 25.527.940 (97,71%) - Abstención: 8.947.940 (26,15%) - Votos nulos: 597.299 (2,29%) - Votos blancos: 524.750 (2,06%) | Partido Popular (PP)                     | 101 a   | -1  | a De ellos, 98 del PP y 3 de UPN            |
| - Censo: 35.073.179 - Votantes: 26.125.239 (74,49%) - Votos a candidaturas: 25.003.190 (97,94%) - Votos válidos: 25.527.940 (97,71%) - Abstención: 8.947.940 (26,15%) - Votos nulos: 597.299 (2,29%) - Votos blancos: 524.750 (2,06%) | Partido Socialista Obrero Español (PSOE) | 88 b    | +7  | b De ellos, 1 de ExC.                       |
| - Censo: 35.073.179 - Votantes: 26.125.239 (74,49%) - Votos a candidaturas: 25.003.190 (97,94%) - Votos válidos: 25.527.940 (97,71%) - Abstención: 8.947.940 (26,15%) - Votos nulos: 597.299 (2,29%) - Votos blancos: 524.750 (2,06%) | Entesa Catalana de Progrés               | 12 c    | =   | c De ellos, 8 del PSC, 3 de ERC y 1 de ICV. |
| - Censo: 35.073.179 - Votantes: 26.125.239 (74,49%) - Votos a candidaturas: 25.003.190 (97,94%) - Votos válidos: 25.527.940 (97,71%) - Abstención: 8.947.940 (26,15%) - Votos nulos: 597.299 (2,29%) - Votos blancos: 524.750 (2,06%) | Convergència i Unió (CiU)                | 4 d     | =   | d De ellos, los 4 de CDC.                   |
| - Censo: 35.073.179 - Votantes: 26.125.239 (74,49%) - Votos a candidaturas: 25.003.190 (97,94%) - Votos válidos: 25.527.940 (97,71%) - Abstención: 8.947.940 (26,15%) - Votos nulos: 597.299 (2,29%) - Votos blancos: 524.750 (2,06%) | Partido Nacionalista Vasco (EAJ-PNV)     | 2       | -4  |                                             |
| - Censo: 35.073.179 - Votantes: 26.125.239 (74,49%) - Votos a candidaturas: 25.003.190 (97,94%) - Votos válidos: 25.527.940 (97,71%) - Abstención: 8.947.940 (26,15%) - Votos nulos: 597.299 (2,29%) - Votos blancos: 524.750 (2,06%) | Coalición Canaria-AHI (CC-AHI)           | 1 e     | -2  | e De AHI.                                   |

b En coalición con Coalición por Melilla, Ibiza por el Cambio, Esquerra de Menorca, Els Verds de Menorca y Partit Socialista de Menorca.

## Reacciones políticas posteriores
La misma noche electoral, el candidato por Izquierda Unida Gaspar Llamazares anunció su dimisión como coordinador federal de la formación, tras conocerse los resultados casi definitivos del escrutinio. "El tsunami bipartidista nos ha arrollado", reconoció Llamazares en su discurso, y afirmó desilusionado que los focos se hayan centrado casi exclusivamente en Zapatero y Rajoy, lo que supone, según él, una "reducción del pluralismo" y un "flaco favor a la democracia". Llamazares también se quejó de la "injusticia" de la ley electoral, ya que pese a sumar el 4 % de los votos, con casi un millón de papeletas, su formación pierde el grupo propio en el Congreso de los Diputados.
De igual forma, en Esquerra Republicana de Catalunya se hicieron notar los malos resultados electorales, y al día siguiente de los comicios, Joan Puigcercós, el secretario general de ERC, afirmó que abandonaba la Generalidad de Cataluña para dedicarse por completo a su partido. Por su parte, Ciudadanos achacaba sus pobres resultados al "escaso espacio mediático" concedido por la prensa a esta formación
En lo que respecta a los principales candidatos, José Luis Rodríguez Zapatero afirmó que mantendrá una actitud de diálogo "con todos los grupos", y no descartó alianzas estables con CiU o PNV, y fijó sus prioridades de Gobierno, recuperar acuerdos institucionales e impulso a la economía y política social. Por el otro lado, Mariano Rajoy, felicitó al candidato socialista por su victoria y le deseó "suerte por el bien de España". Sobre su posible marcha de la presidencia del partido, el secretario general del PP en Madrid, Francisco Granados, aseguró que "no es el momento de debatir" si Aguirre sucederá a Rajoy. Finalmente, Mariano Rajoy comunicó que se presentará para optar a la presidencia del Partido Popular en el congreso que se celebrará en junio de 2008. El objetivo de Rajoy es estar al mando de nuevo de la formación durante la IX Legislatura en la oposición, e igualmente afirmó que su objetivo es presentarse a las elecciones generales del 2012 como el candidato por el Partido Popular por tercera vez consecutiva.

## Votación de investidura
El 9 de abril de 2008, el candidato del PSOE José Luis Rodríguez Zapatero no consiguió la mayoría absoluta en la votación de investidura. Los votos a favor de los diputados de su partido no bastaron para lograr el objetivo en el primer intento. Por consiguiente, se repitió la votación dos días después.
El 11 de abril de 2008, Rodríguez Zapatero fue investido presidente del Gobierno con mayoría simple en la segunda votación, la primera vez que esto ocurrió en el período democrático de España. Todas las formaciones repitieron los votos de la primera votación.
| Candidato                    | Fecha                                                   | Voto |     |     |   |    |   |   |   |   |   |   | Total   |
| ---------------------------- | ------------------------------------------------------- | ---- | --- | --- | - | -- | - | - | - | - | - | - | ------- |
| José Luis Rodríguez Zapatero | 9 de abril de 2008 Mayoría absoluta requerida (176/350) | Sí   | 168 |     |   |    |   |   |   |   |   |   | 168/350 |
| José Luis Rodríguez Zapatero | 9 de abril de 2008 Mayoría absoluta requerida (176/350) | No   |     | 154 |   |    |   | 1 | 3 |   |   |   | 158/350 |
| José Luis Rodríguez Zapatero | 9 de abril de 2008 Mayoría absoluta requerida (176/350) | Abs. |     |     | 2 | 10 | 6 |   |   | 2 | 2 | 1 | 23/350  |
| José Luis Rodríguez Zapatero | 9 de abril de 2008 Mayoría absoluta requerida (176/350) | Aus. | 1   |     |   |    |   |   |   |   |   |   |         |
| José Luis Rodríguez Zapatero |                                                         |      |     |     |   |    |   |   |   |   |   |   |         |
| José Luis Rodríguez Zapatero | 11 de abril de 2008 Mayoría simple requerida            | Sí   | 169 |     |   |    |   |   |   |   |   |   | 169/350 |
| José Luis Rodríguez Zapatero | 11 de abril de 2008 Mayoría simple requerida            | No   |     | 154 |   |    |   | 1 | 3 |   |   |   | 158/350 |
| José Luis Rodríguez Zapatero | 11 de abril de 2008 Mayoría simple requerida            | Abs. |     |     | 2 | 10 | 6 |   |   | 2 | 2 | 1 | 23/350  |